# Isola d'Elba
L'isola d'Elba è un'isola situata tra il canale di Piombino a est, a circa 10 chilometri dalla costa, il mar Tirreno a sud e il canale di Corsica a ovest.
È la più grande delle isole dell'arcipelago toscano e la terza più grande d'Italia (223 km²). L'Elba, assieme alle altre isole dell'arcipelago (Pianosa, Capraia, Gorgona, Montecristo, Giglio e Giannutri), fa parte del Parco nazionale dell'Arcipelago Toscano. Amministrativamente è suddivisa in sette comuni facenti parte della provincia di Livorno.
(Publio Virgilio Marone, Eneide)
L'isola era detta dai Greci Aithàle (Αιθάλη), Aithàleia (Αιθάλεια) e Aithalìa (Αιθαλία), tutti nomi derivanti dal termine greco aithàle («fuliggine»), in riferimento alle attività di lavorazione del ferro estratto nelle miniere elbane. Per i Latini era invece Ilva, toponimo di probabile origine preromana dai Liguri Ilvates, che durante il Medioevo si trasformò in Ilba e infine in Helba.

## Geografia
L'isola d'Elba è la più estesa porzione rimanente dell'antico tratto di terra emersa che collegava la penisola italiana alla Corsica, dopo le altre isole dell'Arcipelago Toscano. Le coste settentrionali sono bagnate dal Mar Ligure, quelle orientali dal Canale di Piombino, quelle meridionali dal Mar Tirreno e quelle occidentali dal Canale di Corsica. Dal Monte Capanne, la vetta più alta dell'isola, in determinate condizioni atmosferiche è possibile osservare tutta la costa dalla Liguria (Riviera di Ponente) al Lazio (Monti della Tolfa), assieme alle Alpi Apuane, alle Colline Metallifere con le Cornate di Gerfalco e il Poggio di Montieri, al Monte Amiata e alle montagne dell'intera Corsica. Il terreno è molto vario, e diviso in più parti a seconda della sua conformazione e dell'era geologica in cui si è formato:
- La parte montuosa e più recente, a ovest, è dominata al centro dalla dorsale monzogranitica del Monte Capanne (1 019 m s.l.m.), creatasi circa 11 milioni di anni fa tramite un sollevamento sottomarino; al suo interno si trovano intrusioni di granito porfirico e ofiolite. Essa comprende il Monte Perone, il Monte Maolo, Le Calanche, Le Filicaie, il Monte Tiratoio, il Monte Capanne, il Monte Corto, La Galera, La Tavola, La Tabella, il Monte di Cote, La Stretta, il Monte Giove, La Grottaccia, il Colle Popoino, il Masso dell'Aquila e il Masso dell'Omo. Rilievi minori sono Le Mure, Il Santo, Colle di Tutti, Monte Cenno, Monte Coccaro, Monte Orlano, Monte Schiappone, Collica, Monte dei Pradi, Serra Baccellaia, Pente Mala, Poggio dei Persi, Monte Stello, Monte Turato, Pietra Acuta, Colle al Boio, Pietra Grossa, Pietra Murata, Poggio di Capepe, Masso alla Guata, Colle alla Casa, Colle alla Gatta, Serra all'Erbitro, Le Bocche, Serrapinelli, Serraventosa, Le Grottarelle, Le Macinelle, Colle di Guglielmo, Col di Paolo, Collaccio, Campitini, Colle di Villano, Piane alla Sughera, Forca, Monte Castello, Castiglione di Campo, Crino di Montecristo, Crino delle Puntate e il Papa. In tale settore scorrono numerosi corsi d'acqua a regime stagionale, localmente detti uviali (dal latino alluvialis o pluvialis), come l'Uviale di Capepe, l'Uviale di Patresi e l'Uvial Secco presso Marciana. La Valle di Pomonte è la più estesa dell'isola.
- Al centro si estende un tratto prevalentemente pianeggiante, interrotto dai bassorilievi calcarei di Monte Orello, Colle Reciso, Monte Petriciaio, Monte Barbatoia, Monte Tambone, Monte San Martino, Castiglione di San Martino, Colle di Santa Lucia, Monte Còcchero, Serrone delle Cime, Monte Poppe, Monte Fabbrello, Monte Puccio, Monte Tàbari e Monte Càfferi. La larghezza, in tale settore, si riduce a soli 4 km. Sono presenti alcuni ampi golfi, come quelli di Lacona (presso cui si ergeva la formazione rocciosa dell'Omaccio), di Campo, di Procchio e della Biodola, con spiagge dalla sabbia fine.
- A est si trova invece la parte più antica dell'isola, formatasi più di 400 milioni di anni fa. In quest'area collinare, caratterizzata da rocce scistose e calcaree, si trovano i seguenti rilievi: al centro Cima del Monte, Monte Arco e Monte Fico; a sud Monte Calamita e Poggio Turco; a nord Monte Giove, Monte Serra, Monte Capannello, Monte Strega, Monte Peritondo, Monte Grosso, Monte Gorgoli, Monte Calendozio e Monte Sassera. In questi ultimi due settori si trovano i giacimenti di ferro che resero famosa l'Elba in tutta l'area mediterranea.

L'isola d'Elba in una cartografia di Girolamo Porro (1576)

Nell'isola d'Elba - definita in passato Piccola Trinacria per la sua conformazione geografica - si trova un settore del litorale occidentale chiamato Costa del Sole, una delle zone più frequentate dai turisti per la bellezza delle spiagge. Un famoso panorama dell'isola è chiamato I Tre Laghi almeno dal 1941, in quanto sono visibili i golfi della Biodola e del Viticcio insieme al retrostante Canale di Piombino. Il versante orientale dell'isola, denominato Costa che brilla, è caratterizzato dalla presenza delle ex miniere di ferro, con particolari e uniche caratteristiche di brillantezza e di colori in tutto l'ambiente circostante, e in particolar modo alle spiagge, bellissime in quanto ancora poco frequentate da turismo di massa. Notevole importanza rivestono alcune aree umide come quelle di San Giovanni, Le Prade e Mola; non più esistenti sono quelle di Marina di Campo e Procchio, classificate come «zona malarica» sino agli inizi del XX secolo.

### Suddivisione amministrativa
L'isola è divisa in sette comuni, tutti afferenti alla provincia di Livorno, per un totale di 31 904 abitanti, che aumentano notevolmente durante l'estate.
| Comune          | Popolazione |
| --------------- | ----------- |
| Campo nell'Elba | 4 842       |
| Capoliveri      | 4 086       |
| Marciana        | 2 102       |
| Marciana Marina | 1 953       |
| Porto Azzurro   | 3 665       |
| Portoferraio    | 12 005      |
| Rio             | 3 251       |

## Toponomastica
I nomi di località dell'isola d'Elba derivano dalle diverse popolazioni che vi si sono avvicendate.
- origine etrusca: Biserno (?), Latrano (?), Pizzenni, Trana (Cote di);
- origine romana: Remmiano (dal nome latino Remmius), Cala del Velesio (dal nome latino Velesius);
- origine longobarda: Aringo (hring, «spazio aperto»), Cabòtoli («casa di Bàtuli»), Cafaio (gahagi, «recinto»), Castaldinco (gastald, «amministratore terriero»), Catro (kater, «cancello»), Cadonno («casa di Donno»), Caparùtoli («casa di Baruttuli»), Castormo («casa di Sturmi»), Gaggioli (gahagi, «recinto»), Gualdo, Gualdarone e Gualdicciolo (wald, «bosco»), Guata (wahta, «posto di guardia»), Lamia (lama, «palude»), Passo di Bergo e Poggio Berghino (berg, «monte»), Scolca (skulka, «postazione armata»), Staldo (gastald, «amministratore terriero»), Verna e Vernacciola (verna, «ontano nero»), Zanca (zanka, «tenaglia»);[11]
- origine medievale: Calandorfello («casa di Landolfello»), Calegrone («casa di Alegrone»), Camarzucco («casa di Marzucco»), Casardello («casa di Sardello»), Casarotto («casa di Sarotto»);
- origine còrsa: Arpaia (arpale, «dirupo»), Bóllero (bóllaru, «sorgente»), Caracuto (caracutu, «agrifoglio»), Gombale (ghiómbulu, «masso»), Penzutello (pinzutellu, «pendio»), Puéte (pughjeta, «altura»), Tole (tola, «tavola»);
- origine tardolatina con terminazione da incola («abitante»): Batinca, Ciabattinca, Generinco, Pomontinca, Sassinca.

### I centri abitati
- Chiessi
- Pomonte
- Colle d'Orano
- Patresi
- Sant'Andrea
- Poggio
- Marciana
- Fetovaia
- Seccheto
- Cavoli
- Marciana Marina
- Redinoce
- Procchio
- Marina di Campo
- La Pila
- San Piero
- Sant'Ilario
- Portoferraio
- Lacona
- Capoliveri
- Porto Azzurro
- Rio Marina
- Rio
- Cavo
- Nisporto
- Bagnaia

### Idrografia
Dai maggiori rilievi dell'isola scendono numerosi corsi d'acqua a regime torrentizio, i quali raramente superano i 3 km. Durante il periodo estivo, quando le precipitazioni si riducono al minimo, risulta frequente che quelli di minore lunghezza e portata si secchino, lasciando il letto asciutto. I più importanti, ordinati per lunghezza, sono:
- Fosso di San Francesco, 6,5 km;
- Fosso Barione, 5,1 km;
- Fosso di Redinoce, 2 km

Ai piedi del Monte Capanne, in una vallata presso il paese di Poggio, è presente una sorgente chiamata Fonte di Napoleone (un tempo Fonte dell'Acquaviva) che viene utilizzata dai cittadini e imbottigliata dalla fabbrica omonima con il logo del Parco nazionale dell'Arcipelago Toscano. A breve distanza si trova il Fosso dell'Acquitella.

### Geologia
(Gaio Plinio Secondo, Storia naturale, trad. it. di A. Barchiesi, R. Centi, M. Corsaro, A. Marcone e G. Ranucci, 5 voll., Einaudi, Torino 1982, vol. 1, III, 6,12, p. 425.)

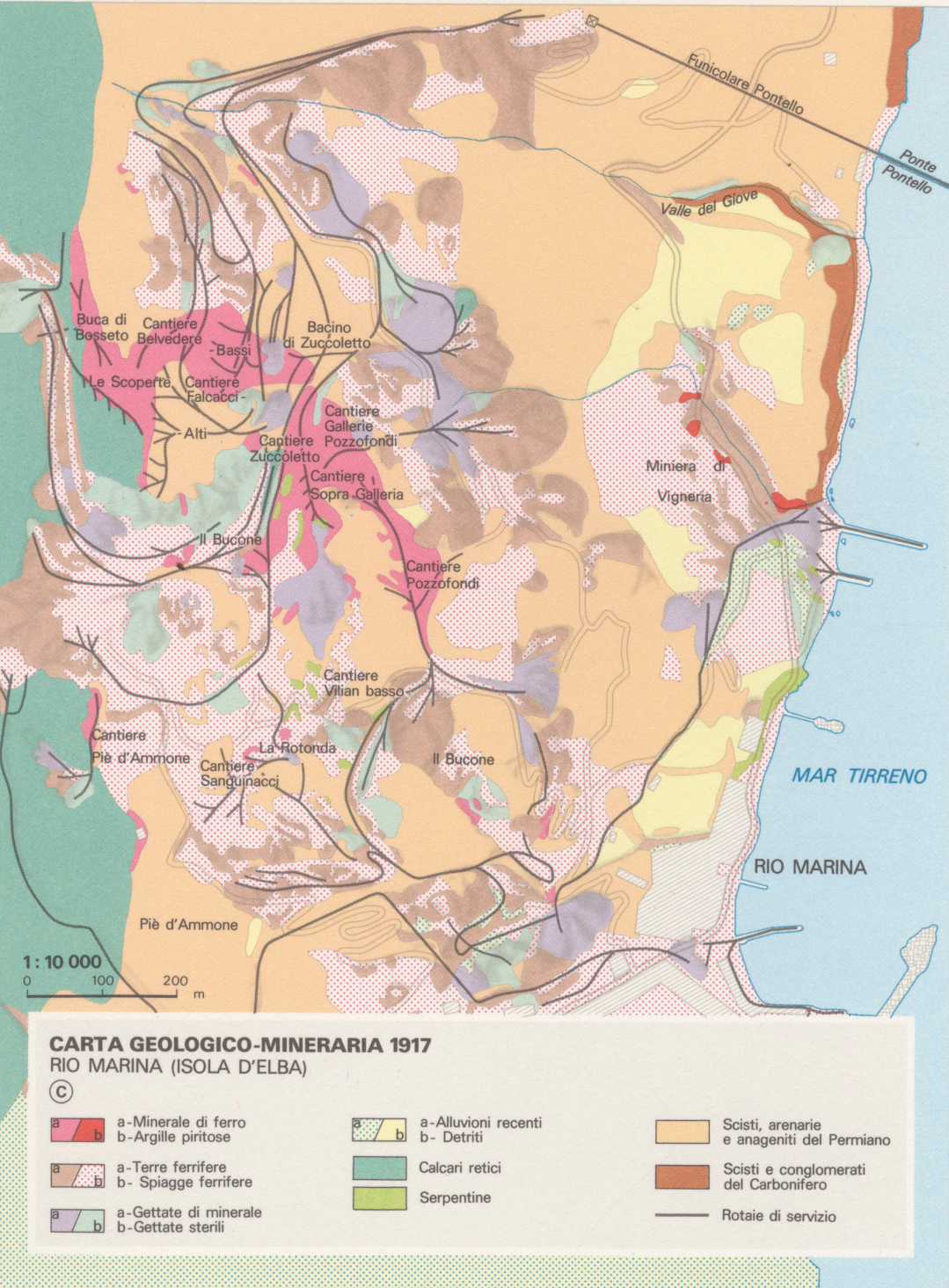
Carta geologico-mineraria di Rio Marina

Il settore orientale dell'isola ospita giacimenti di ematite che rappresentarono una delle massime riserve di ferro del Mediterraneo antico. Si ritrovano anche filoni di pirite, limonite, ilvaite (minerale che prende il nome da quello latino dell'isola, Ilva), malachite, cuprite, azzurrite, crisocolla, aragonite, eritrite, fluorite e quarzo prasio.
Il settore occidentale, costituito dall'enorme cupola monzogranitica del Monte Capanne - roccia magmatica che a sua volta si divide in tre distinte tipologie (facies di Sant'Andrea, facies di San Francesco e facies di San Piero) - presenta importantissimi filoni pegmatitici (contenenti tormalina con la variante definita celleriite dal 2021, berillo, granato, petalite, pollucite, heulandite) localizzati nel circondario di San Piero in Campo e Sant'Ilario in Campo, da cui provengono tra l'altro i cosiddetti Quattro Evangelisti. Su tutto il Massiccio del Capanne si trovano formazioni rocciose dette cote, tozze e pinzaloni, modellate da millenni di erosione idroeolica; queste formazioni, in passato, fungevano da delimitatori del confine montano dei pascoli. Tra esse Pietra Acuta, Pietra Murata, Sasso Pinzuto, Tozza al Pròtano, Cote Lupo, Cote Pinzuta, Cote Rondine, Cote Tonda.
A partire dal XIX secolo la geologia dell'Elba è stata analizzata da numerosi mineralogisti, tra cui Ottaviano Targioni Tozzetti, Raffaello Foresi, Luigi Celleri, Antonio D'Achiardi, Giovanni D'Achiardi e Piero Aloisi.

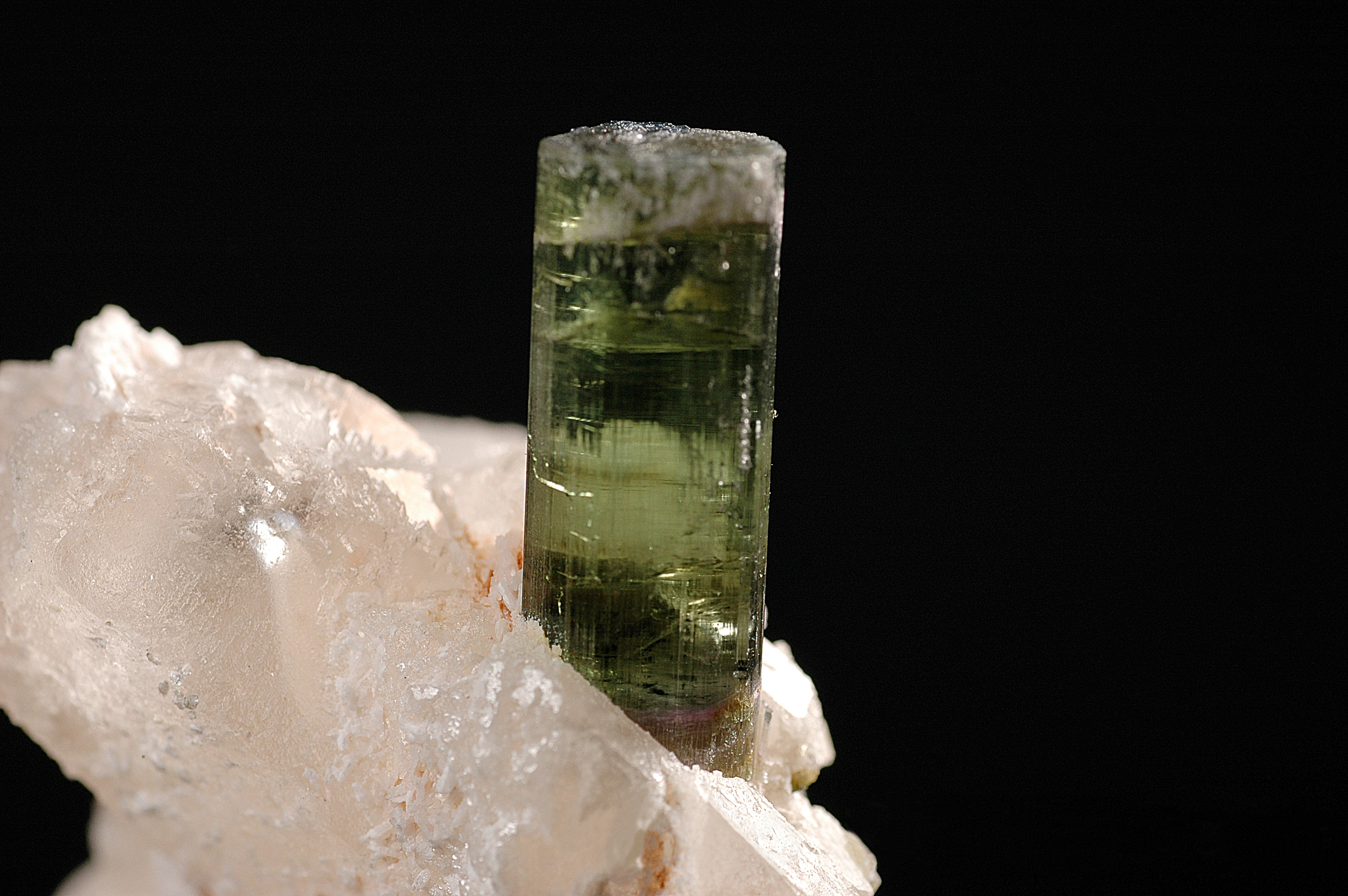
Elbaite da Sant'Ilario

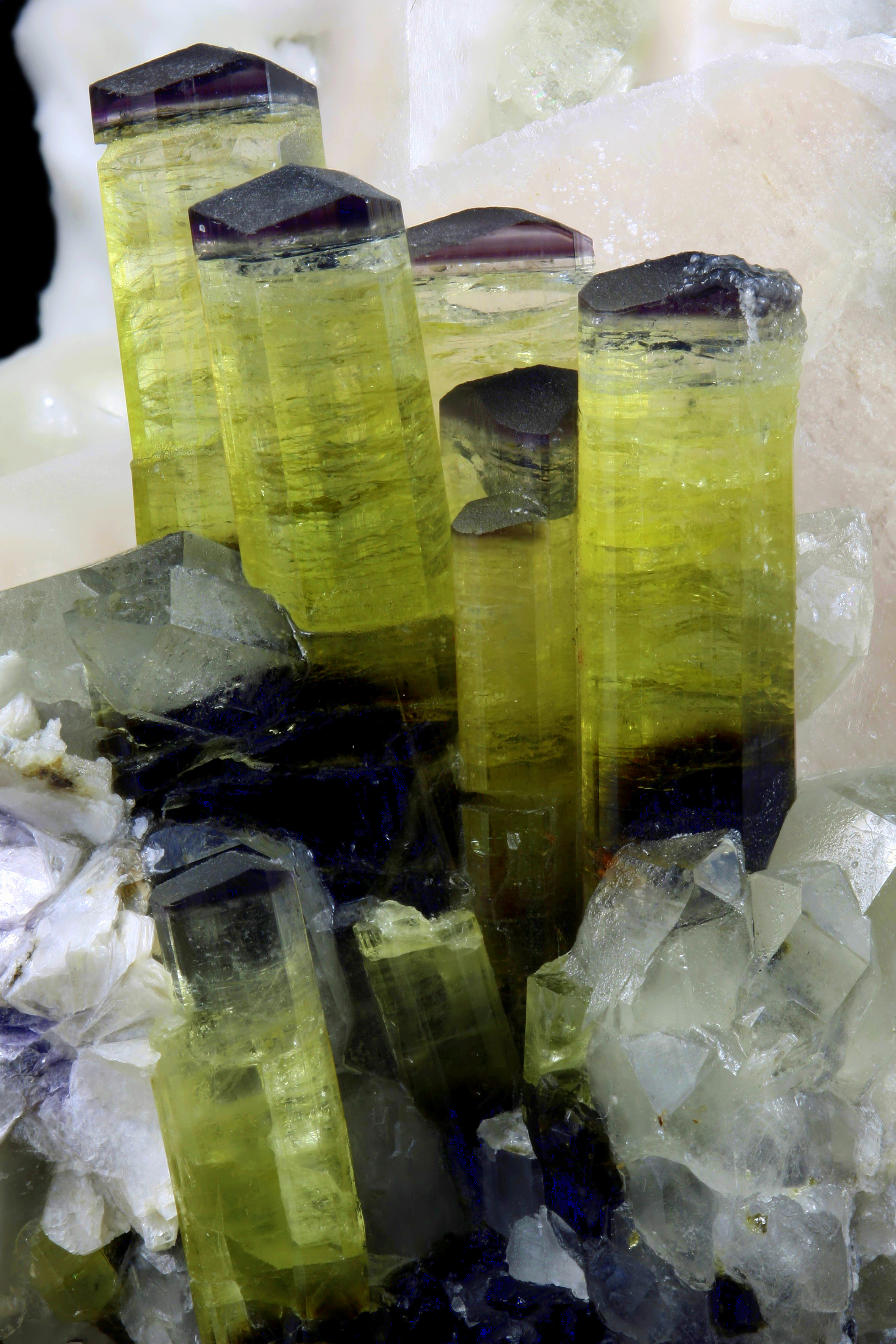
Celleriite da San Piero

I maggiori rilievi dell'isola sono:
- Monte Capanne (1 019 m)
- Monte di Cote (950 m)
- Monte Giove (855 m)
- Cima del Monte (516 m)
- Monte Orello (377 m)
- Monte Grosso (348 m)

### Clima
Il clima dell'isola presenta prevalentemente caratteristiche mediterranee, fatta eccezione per il Monte Capanne dove gli inverni tendono a essere moderatamente freddi. Le precipitazioni sono concentrate nel periodo autunnale e risultano essere abbastanza contenute. Il vento più frequente risulta essere lo scirocco caratterizzato da un elevato tasso di umidità; degno di nota è stato il vento di ponente del 12 gennaio 2016, che sul Monte Perone ha toccato 136 chilometri orari. Relativamente frequenti sono le trombe marine; la più grande è datata al 18 agosto 1979, nello specchio di mare antistante Marciana Marina. La neve compare regolarmente sui rilievi del Monte Capanne dalla fine di dicembre alla metà di marzo; tra le nevicate più copiose si ricordano quelle avvenute il 28 febbraio 1932, il 9 febbraio 1983, il 3 gennaio 1985, il 28 dicembre 1996, il 30 dicembre 2005, il 26 dicembre 2008, il 19 marzo 2010, l'11 febbraio 2012, il 6 febbraio 2015, il 14 gennaio 2017, il 26 febbraio 2018, il 26 marzo 2020, il 13 febbraio 2021 e il 23 gennaio 2023. 

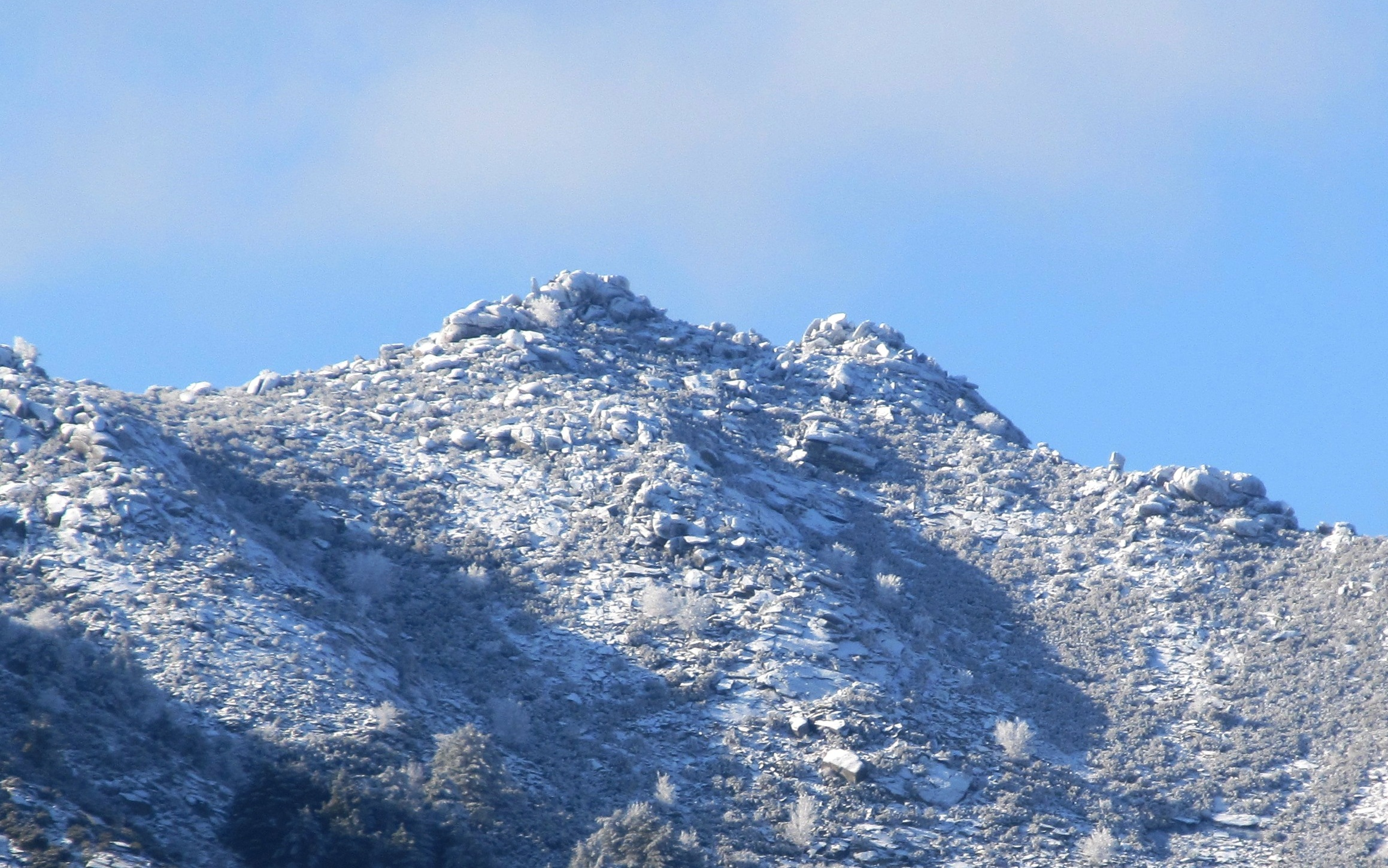
Neve sui monti occidentali

Nella tabella sottostante sono riportati i valori medi di temperatura che si registrano a Portoferraio.
| Mese                           | Gen | Feb | Mar | Apr | Mag | Giu | Lug | Ago | Set | Ott | Nov | Dic | Anno |
| ------------------------------ | --- | --- | --- | --- | --- | --- | --- | --- | --- | --- | --- | --- | ---- |
| Temperatura massima media (°C) | 12  | 13  | 14  | 16  | 21  | 24  | 27  | 27  | 25  | 20  | 15  | 13  | 18,9 |
| Temperatura minima media (°C)  | 8   | 9   | 10  | 12  | 16  | 19  | 22  | 21  | 19  | 15  | 10  | 8   | 14,1 |
| Piogge (mm)                    | 61  | 53  | 51  | 47  | 28  | 24  | 13  | 30  | 51  | 82  | 86  | 69  | 595  |

#### Alluvioni
- 31 ottobre 1899

«Il 31 ottobre anno decorso una meteora singolarissima per gli speciali fenomeni che la accompagnarono si risolveva in una violenta alluvione sul culmine del Monte Capanne (...). L'alluvione durò per ben due ore, rovesciando tale e tanta acqua che a memoria d'uomo non si ricorda l'uguale. I torrenti che hanno origine dall'indicato monte e dagli altri contigui cioè delle Calanche, Monte Maolo e Monte Perone si gonfiarono in un tratto raccogliendo così enorme massa d'acqua da trasbordare non solo dal loro antico alveo, ma da invadere le vallate a notevole altezza, cagionando rilevanti danni alla viabilità ed opere di arte, e rimanendo interrotto il transito ai veicoli ed agli abitanti dei due paesi di Marciana e Poggio.»
- 9 novembre 1907

«(...) è stato un disastro immenso (...) quale mai non si è visto nell'isola d'Elba. Nel momento in cui parlo, vi sono dei luoghi che sono rimasti senza conduttura di acqua potabile e senza alcuna strada di accesso. Molte case sono distrutte. Molte minacciate.»
- 4 settembre 2002

I Comuni più colpiti furono quelli di Marciana, Marciana Marina e Campo nell'Elba.
- 7 novembre 2011

I maggiori danni si ebbero nel territorio comunale di Campo nell'Elba.
- 13 febbraio 2025

Per circa due ore Portoferraio è stata coinvolta in una disastrosa alluvione.

## Flora e fauna
Il clima mediterraneo e l'insularità sono gli elementi principali che influenzano la flora dell'Elba. La formazione vegetale è costituita dalla macchia mediterranea. Della vegetazione originaria, composta un tempo da grandi foreste di leccio, sopravvivono oggi boschi cedui; notevole è la sporadica presenza della palma nana in alcune stazioni a picco sul mare presso Monte Grosso. La complessa natura del territorio nelle varie altitudini ha favorito la presenza, nel circondario occidentale dominato dal Monte Capanne, di boschi di castagno documentati dal Medioevo, insieme alla presenza di tasso (Le Calanche, Monte Corto e Monte di Cote), agrifoglio (localmente detto caracuto e presente in piccole stazioni nelle vallate di Poggio e Marciana), ginepro rosso, ontano nero, ontano napoletano (Monte Giove e Fosso dei Melocci), carpino nero, cerro, roverella, salice di Gallura (Le Calanche e Monte Giove), ornello, biancospino (Le Calanche, Monte di Cote, Fosso dell'Acquitella), pero corvino (La Galera, Monte di Cote), Hypericum hircinum (Fosso dell'Acquaviva), pervinca minore, felce reale, giglio rosso (intero massiccio del Monte Capanne e Monte Calamita), giglio stella (La Tabella), narciso, anemone, Gagea granatellii, Ornithogalum umbellatum, Cephalanthera longifolia, Romulea ramiflora, Tulipa pumila, orchidee e alcuni endemismi (Viola corsica ssp. ilvensis, Crocus ilvensis, Centaurea ilvensis, Biscutella pichiana ssp. ilvensis). Lungo i fossi, pendenti dagli alberi di ontano nero, si trovano grosse liane di Clematis vitalba, localmente note come torchiaie. Da segnalare la recente scoperta, alle pendici del Monte Corto, dell'unica stazione di Polygonatum odoratum presente nell'Arcipelago Toscano. In ambiente montano (Monte di Cote, Crino di Montecristo, Le Calanche) e marittimo (Sant'Andrea e Caletta) è presente la rarissima felce tirrenica (Dryopteris tyrrhena). In più settori costieri si trova, naturalizzato, il Mesembryanthemum acinaciformis, le cui lunghe fronde sono localmente note come bocciaie e caprettaie.

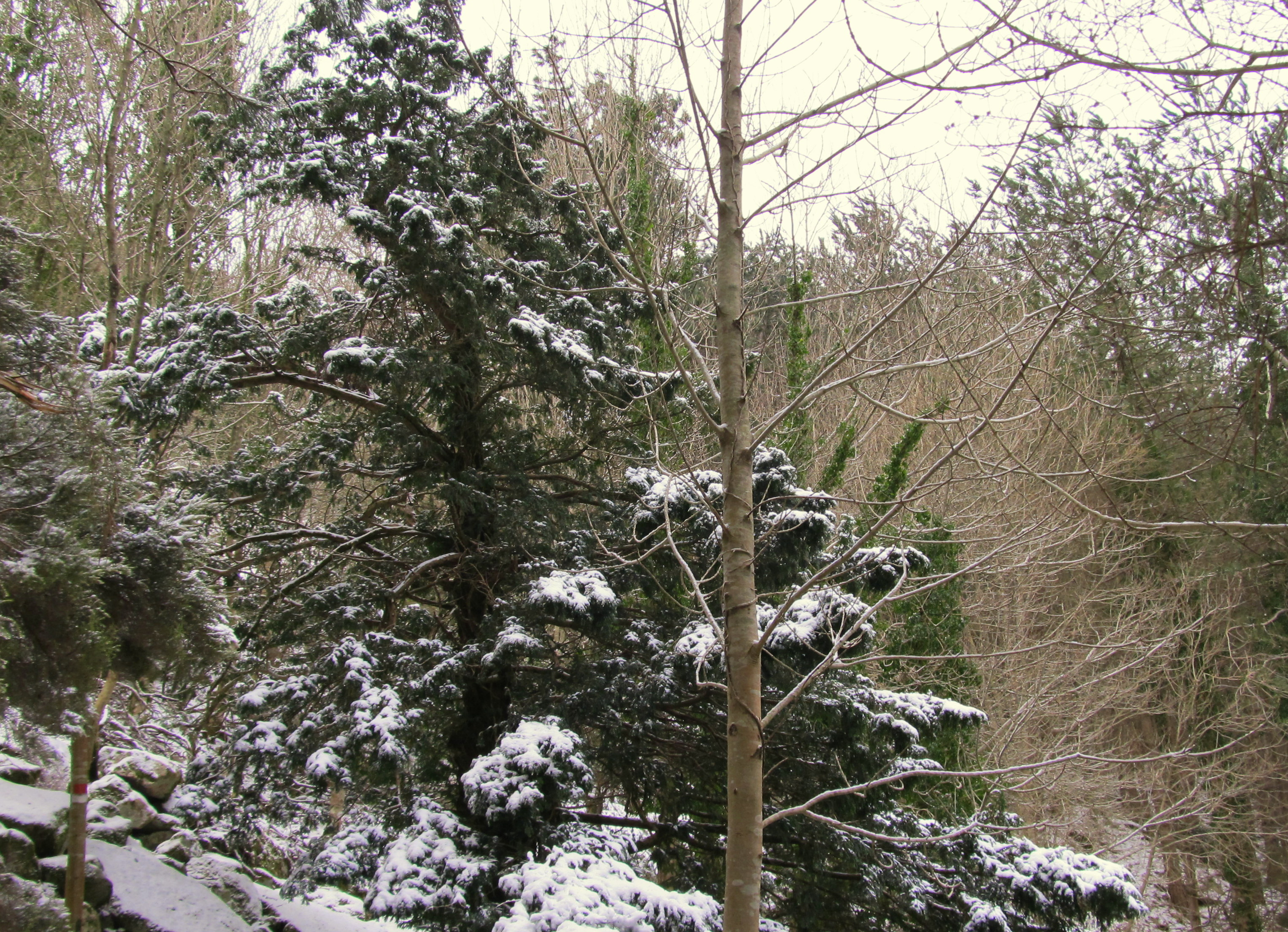
Il tasso monumentale delle Calanche

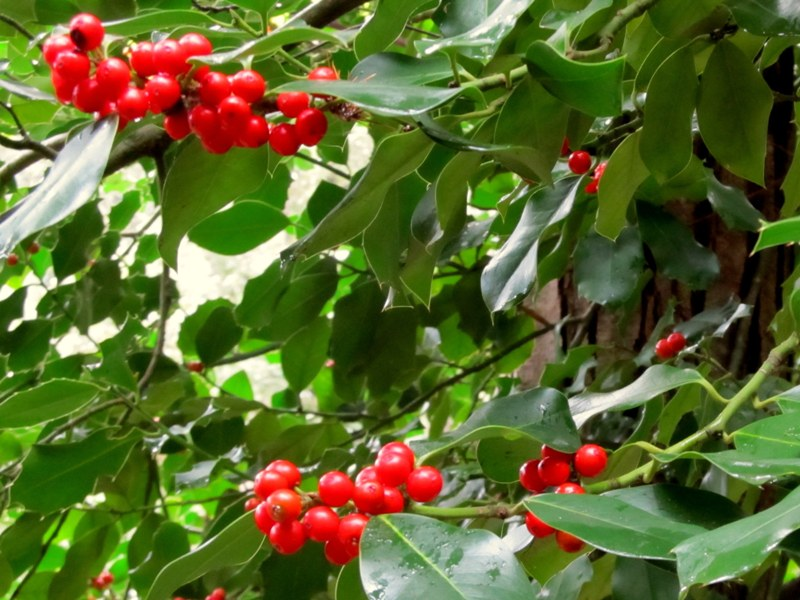
Agrifoglio nei boschi di Poggio

Nel circondario centrale (Monte San Martino e Monte Orello) è notevole la presenza del carpino nero, insieme all'unica stazione elbana di ferula (San Giovanni).
Il circondario orientale dell'isola è invece contraddistinto da alcune essenze vegetali che invece mancano quasi del tutto nell'Elba occidentale, tra cui l'endemica Centaurea aplolepa var. aethaliae, l'anemone stellato, l'ampelodesmo e l'asfodelo. Nell'area umida di Mola, presso Porto Azzurro, è degna di nota la presenza dell'iris acquatico. Sulle rupi marittime del Monte Grosso si trovano due delle tre stazioni elbane di palma nana.
Notevole importanza rivestono i funghi: tra le specie più comuni Boletus edulis (selvo), Boletus aereus (moreccio), Butyriboletus regius (porciano), Leccinum lepidum (lecciotto), Amanita caesarea (cocco), Macrolepiota procera (bubbola), Clitocybe nebularis (cemballo), Clitocybe infundibuliformis (cembalella), Hygrophorus russula (lecciaiola), Lactarius deliciosus (barghigiana), Cantharellus cibarius (gallastruzzo) e Lepista nuda (mortellazzo).

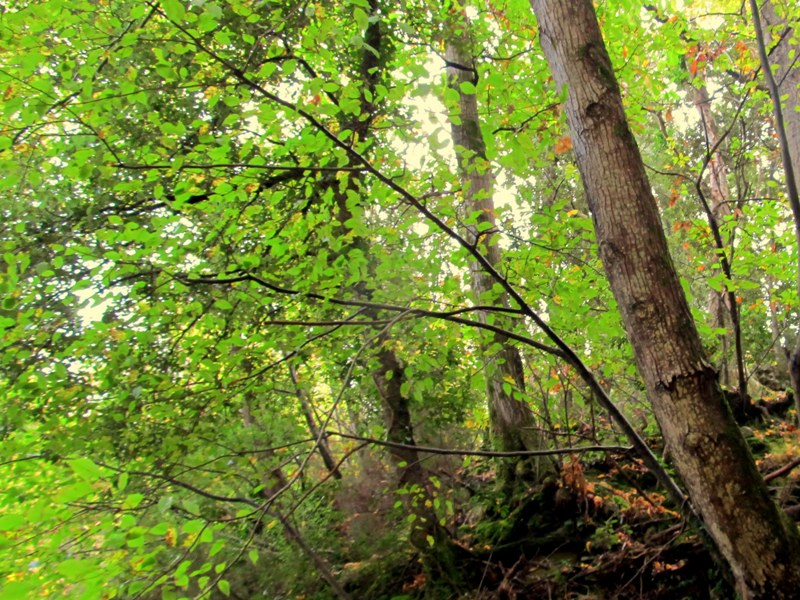
Bosco di carpino nero alle pendici del Monte Capanne

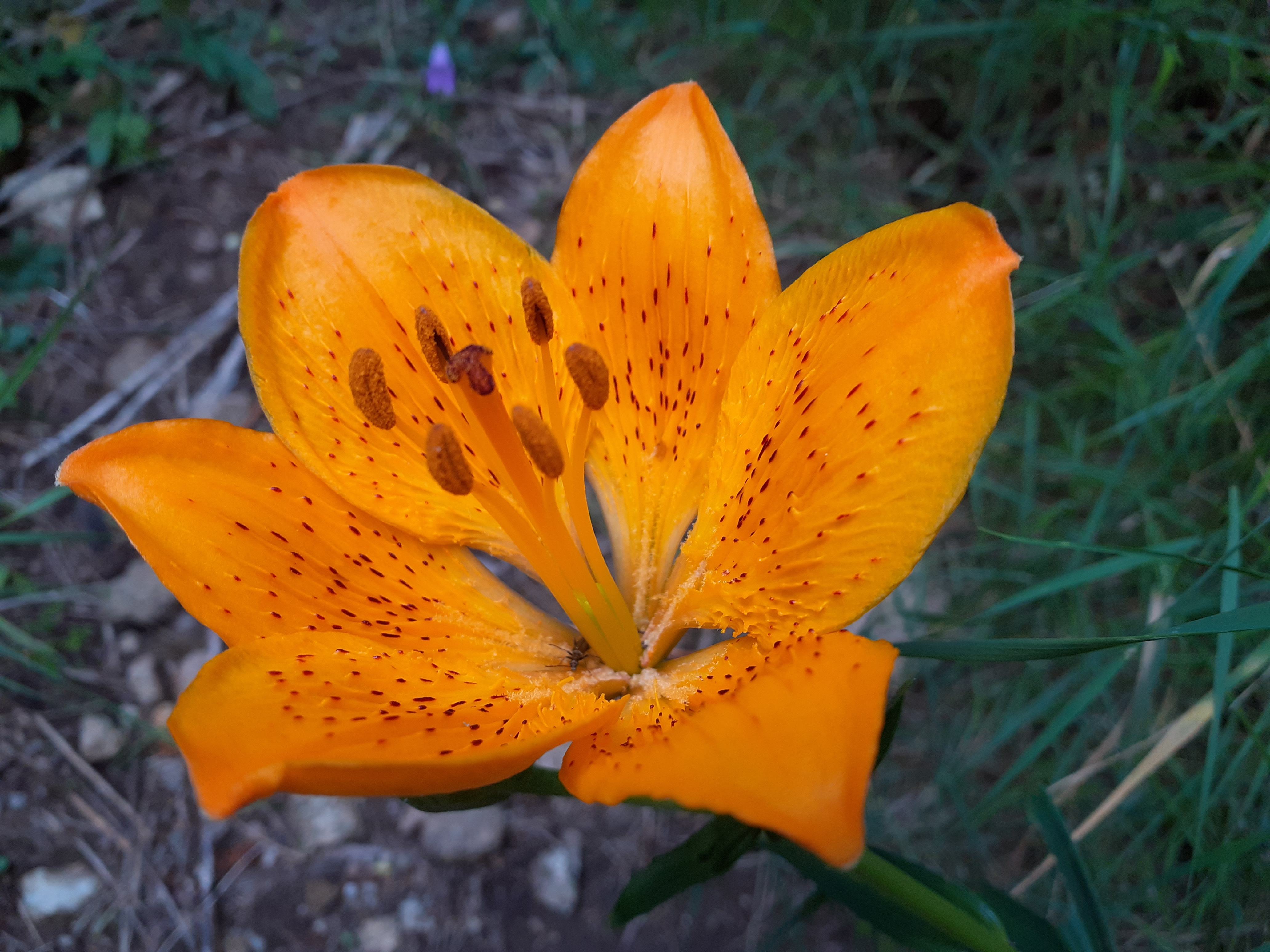
Lilium bulbiferum croceum presso il Vicinale del Tenditoio

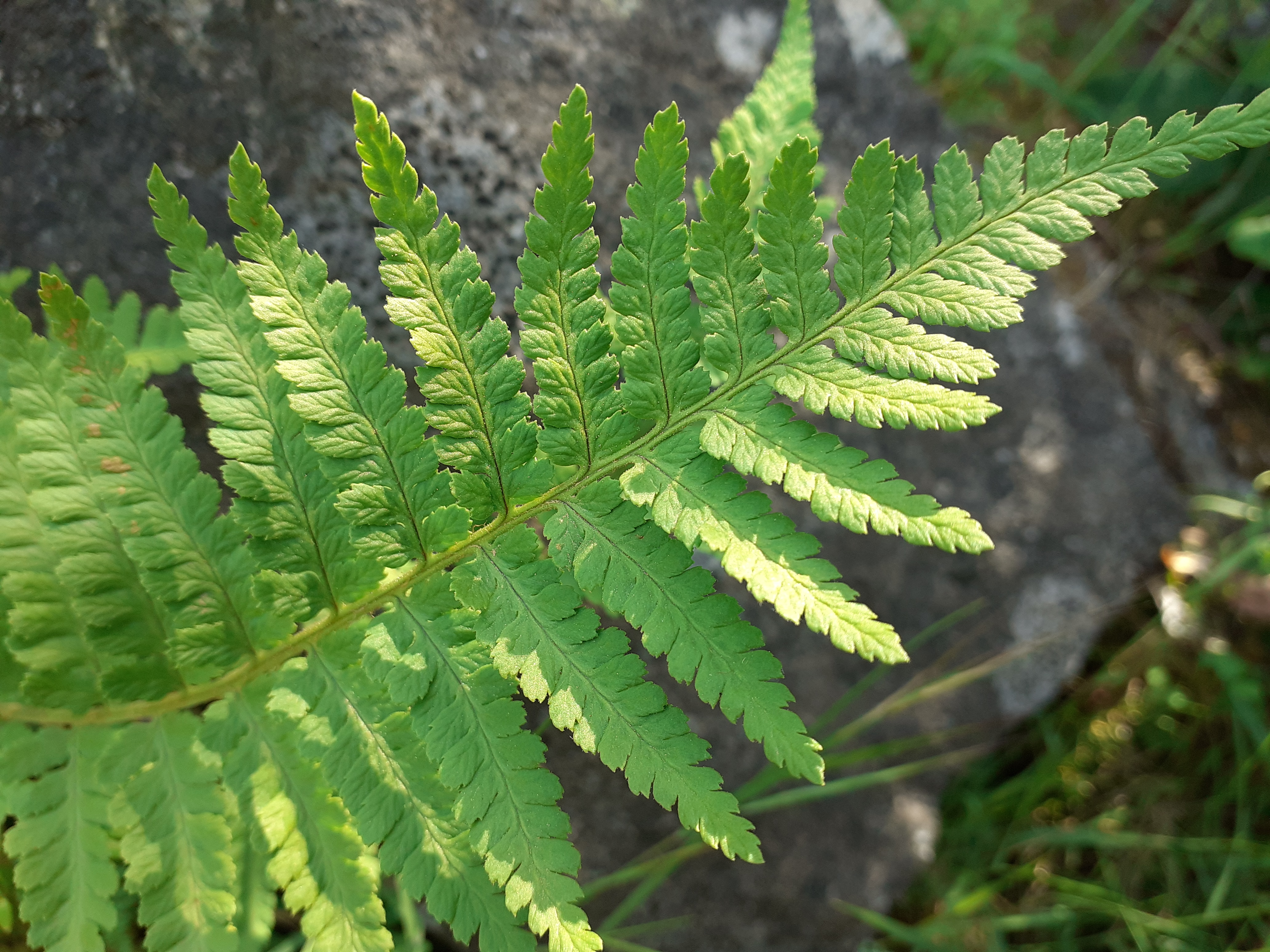
Felce tirrenica presso il Vicinale del Tenditoio

Tra gli uccelli, molti dei quali appartenenti a sottospecie insulari del Sistema Sardo-Còrso, si annoverano specie quali il gabbiano còrso, il corvo imperiale, l'aquila del Bonelli, l'aquila minore, il capovaccaio (oggi estinto ma attestato nel 1839), la poiana sarda, il gheppio, il grillaio, il biancone, il falco della regina, il falco pecchiaiolo, la taccola, l'assiolo, il barbagianni, la civetta, l'allocco, il gufo comune, il gufo di palude, il rondone, il rondone pallido, il venturone còrso, il passero solitario, la magnanina sarda, il sordone, il beccofrusone, il crociere comune, il fiorrancino, il picchio muraiolo, lo zigolo nero, il cardellino sardo, il torcicollo, il picchio muratore, la pernice rossa, il martin pescatore, l'upupa, l'uccello delle tempeste, la berta minore, la sula, il marangone dal ciuffo, l'airone cenerino, l'airone rosso, la garzetta; secondo alcuni studi, all'Elba esisterebbe una probabile sottospecie endemica di verzellino. Notevole importanza riveste la cattura, eseguita con il metodo di caccia del piegàle presso Marciana il 2 novembre 1901, di un rarissimo Catharus minimus aliciae, di origine siberiana. Gli uccelli elbani furono oggetto di studio da parte di numerosi ornitologi quali Ettore Arrigoni degli Oddi, Giacomo Damiani, Giovanbattista Toscanelli, Edgardo Moltoni e nel 1897 venne fondata la Collezione Ornitologica Elbana costituita da circa 900 esemplari impagliati, con sede nella Villa di San Martino presso Portoferraio. Tra gli anfibi, la raganella sarda, il discoglosso sardo, il rospo, il rospo smeraldino. Tra i rettili la vipera, la biscia dal collare, il biacco, il colubro, il geco, la luscengola.
 Tra i rettili marini si segnala la presenza della Caretta caretta, che nell'agosto 2017, sull'arenile di Marina di Campo, ha deposto 103 uova, mentre nell'agosto 2018 circa 50 tartarughe sono nate a Straccoligno. I mammiferi terrestri sono quelli tipici dell'ambiente mediterraneo, come il riccio, la martora, la lepre, il mustiolo e la crocidura minore; nei castagneti del Monte Capanne si trova il ghiro. Interessante è la presenza di una sottospecie endemica di topo selvatico (Apodemus sylvaticus ssp. ilvanus). In alcune rupi costiere (Monte Grosso, Monte Calamita, Colle Palombaia) e dell'entroterra (Santuario della Madonna di Monserrato) si riscontrano esemplari inselvatichiti di capra. Dopo l'estinzione del cinghiale maremmano avvenuta intorno al 1802, dal 1963 è stato introdotto, per scopi venatori, il cinghiale centroeuropeo, specie che si è riprodotta a dismisura causando seri danni all'ecosistema elbano; la prima coppia di cinghiali, proveniente da Grosseto, fu rilasciata nella Valle di San Martino, presso Portoferraio. Altra immissione per scopi venatori, avvenuta nel 1976, è stata quella del muflone, anch'esso oggi in sovrannumero sul Massiccio del Monte Capanne. Le essenze vegetali più colpite dai cinghiali e dai mufloni risultano essere il giglio rosso, il pungitopo, il giglio stella, il ciclamino. Tra i mammiferi marini si riscontra la balenottera comune, la balenottera minore, il capodoglio, l'orca, il grampo, il tursiope, la stenella, il delfino comune. Non più presente è la foca monaca. I pesci sono ben rappresentati. Tra essi si ricordano il pesce luna, il notidano grigio, lo spinarolo, lo squalo volpe, il cetorino, lo squalo bianco (detto tacca di fondo), lo smeriglio, il gattuccio, il palombo, la verdesca, il trigone, la torpedine, la cernia, il barracuda, la ricciola, il tonno, la palamita, la corvina, la leccia. Tra i celenterati si trova il corallo rosso e la Cladocora caespitosa. Tra gli insetti, la farfalla endemica Coenonynpha elbana e la cicala (sporadica e presente soprattutto nell'estremo versante occidentale, tra Colle d'Orano e Pomonte).

### Rimboschimenti
I primi rimboschimenti a conifere avvennero nel 1932 e nel 1933 sul Monte Arco per opera del Corpo forestale dello Stato e del Consorzio provinciale di rimboschimento; negli anni immediatamente successivi, i rimboschimenti proseguirono sul Monte Calamita, sul Monte Perone e sulle pendici del Monte Giove. Nel 1950 la Cassa per il Mezzogiorno iniziò un'imponente opera di rimboschimento a conifere su tutta l’isola, in particolare sul Monte Orello (ottobre 1950), sul Monte Perone (aprile 1951) – dove erano stati iniziati nel 1935 – e sul Monte Calamita (marzo 1953), per un totale di 500 000 piante su 1 500 ettari. Le specie di conifere utilizzate furono soprattutto Pinus pinaster e Pinus pinea, seguite in minor misura da Pinus radiata e Pinus canariensis. In un isolato settore montano (Le Calanche, Monte Tiratoio e Malpasso) furono impiantati nell'autunno 1954 esemplari di Pinus nigra laricio provenienti dalla Corsica. Altri alberi utilizzati nei rimboschimenti furono Acacia pycnantha, Acacia saligna e Acacia mollissima.

### Incendi
La pratica di incendiare la macchia mediterranea per ricavare nuovi pascoli era, all'Elba, una frequente pratica pastorale attestata già dal XVIII secolo. Successivamente, a partire dagli anni settanta del XX secolo, numerosi incendi dolosi distrussero ripetutamente centinaia di ettari di vegetazione soprattutto nel versante occidentale dell'isola; tra i numerosi, si ricordano gli episodi avvenuti a Rio nell'Elba (24 luglio 1985), Sant'Ilario in Campo (6 agosto 1985, con la morte di cinque ragazzi originari della Brianza), San Piero in Campo (1º agosto 2001), Sant'Ilario in Campo e Seccheto (1º settembre 2001), San Piero in Campo, Masso alla Guata, Le Macinelle, Seccheto (5 agosto 2003), Bonalaccia (31 agosto 2003, con la morte di una donna originaria di Trento), Rio nell'Elba (15 luglio 2007), Chiessi (7 agosto 2016), Castancoli (16 ottobre 2021).

### Castagneti
I castagneti sono localizzati sulle pendici settentrionali e sudorientali del Monte Capanne. Strumenti utilizzati in passato nei castagneti elbani erano la ristaia (grossa roncola con immanicatura ad anello) e la squadratora (scure usata per squadrare le travi). In passato esistevano nei boschi delle seccaiole, piccole strutture per l'essiccazione delle castagne, insieme alla presenza di numerose carbonaie localizzate soprattutto nelle leccete. Nel 2005 è avvenuto il gemellaggio, motivato dalla castanicoltura, tra Marciana e Castelnuovo di Garfagnana.

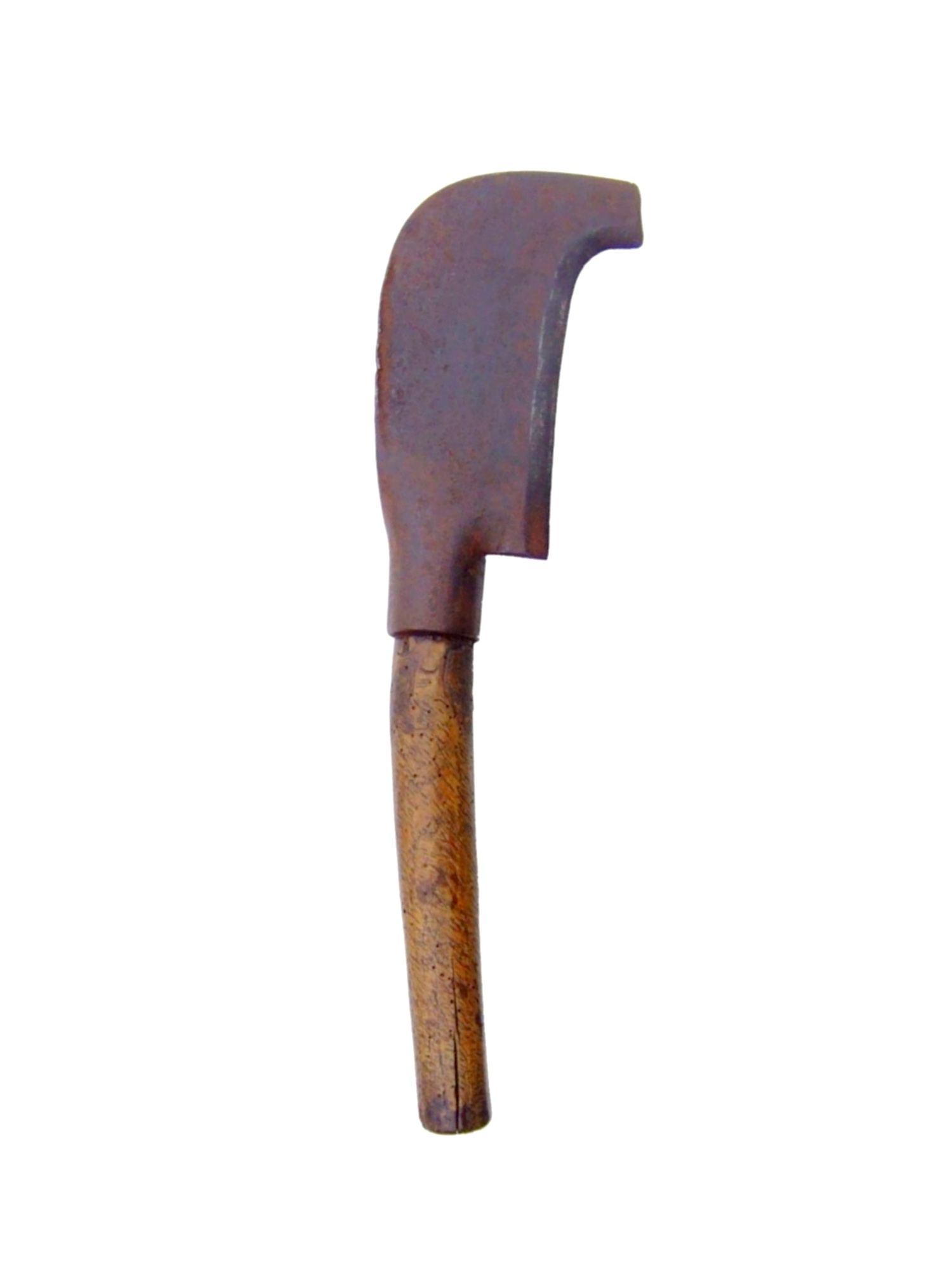
Caratteristica ristaia elbana

### Il «caso muflone»
Il Comune di Marciana, con delibera n. 26 del 30 aprile 1976, dispose l'acquisizione in concerto con Arci Caccia - per la somma complessiva di 672 000 lire - di tre esemplari di muflone provenienti dalla tenuta di Ugo Baldacci a Montecatini Val di Cecina da collocare sul Monte Perone, dichiarando che l'introduzione degli esemplari costituiva un «contributo del Comune all'opera di ripopolamento e ricostituzione della fauna (...) al fine di ottenere un ripopolamento di selvaggina nelle idonee zone dell'isola.»
Tuttavia, nel maggio 2016, il Consiglio direttivo del Parco nazionale dell'Arcipelago toscano ha preso la decisione di «eradicare» il muflone dall'isola. Il giro di vite giunge dopo anni in cui il Parco ha tentato di limitare i capi di ungulati sul territorio elbano: un'azione che, evidentemente, non è bastata a gestire l'emergenza procurata dai mufloni, responsabili assieme ai cinghiali di numerosi danni alle colture e alla biodiversità, soprattutto nei confronti del giglio rosso, del giglio stella, dell'agrifoglio e del pungitopo.

### La leggenda dei canarini
«Si trovano anco de' canarij bastardi scesi dalli naturali nell'isola dell'Elba, in questo modo, che venendo una nave di Canaria per queste parti, patì naufragio nelli scogli di detta isola, e portando molti di questi ucelli se ne vennero in detta isola, dove si trovano e sono della grossezza della lecora (lucherino), ma più gialli assai nel mento ch'il canario naturale, et ha i piedi negri, et questo sarà il maschio de' bastardi.»

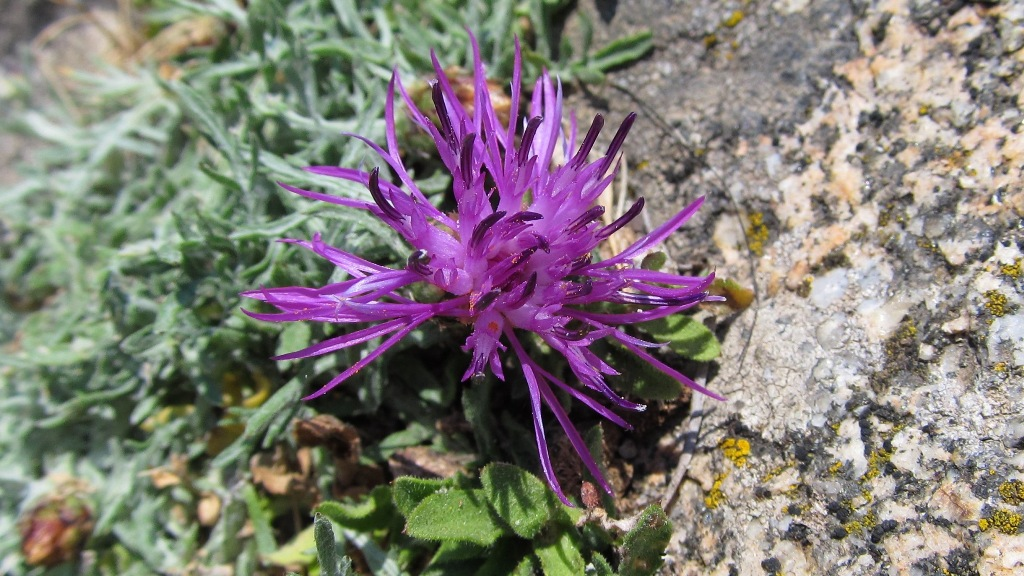
Fiordaliso del Monte Capanne (Centaurea ilvensis)

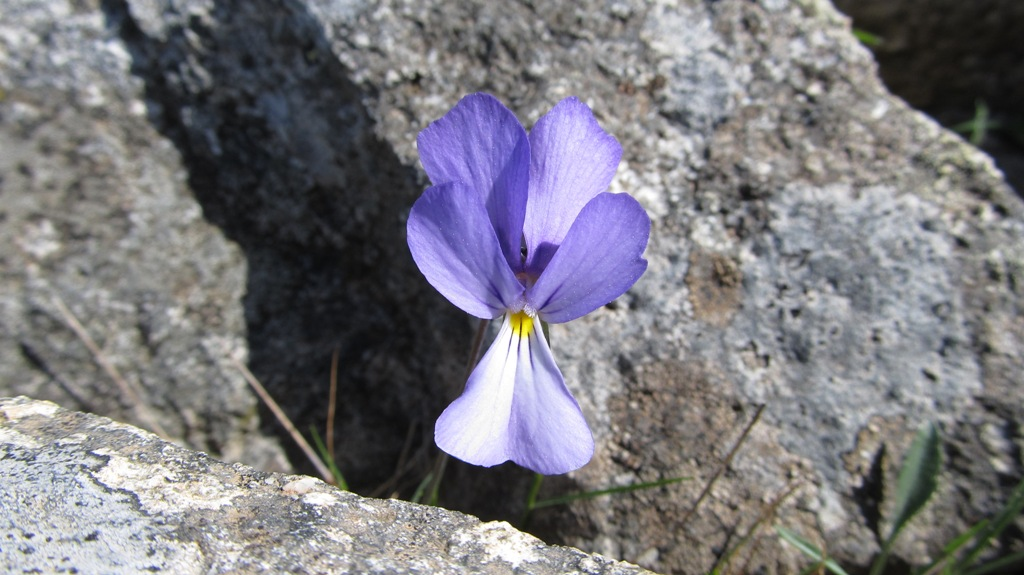
Viola del Monte Capanne (Viola corsica ssp. ilvensis)

### Endemismi
Vegetali:
- Biscutella pichiana ssp. ilvensis
- Centaurea aplolepa var. aethaliae
- Centaurea ilvensis
- Crocus ilvensis[23]
- Festuca gamisansii ssp. aethaliae
- Limonium ilvae
- Ophrys x capoliverii
- Viola corsica ssp. ilvensis

Invertebrati:
- Zerynthia polyxena ssp. linnea
- Coenonympha elbana
- Dugesia ilvana
- Geobenazzia tyrrhenica
- Ilvanella inexpectata
- Metacrangonyx ilvanus
- Phyllodromica nadigi
- Rhacocleis tyrrhenica
- Typhloreicheia ilvensis
- Typhloreicheia maginii

Mammiferi:
- Apodemus sylvaticus ilvanus

## Storia

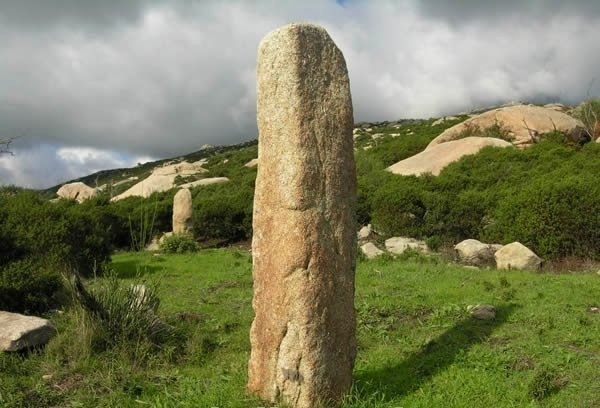
Menhir dei Sassi Ritti

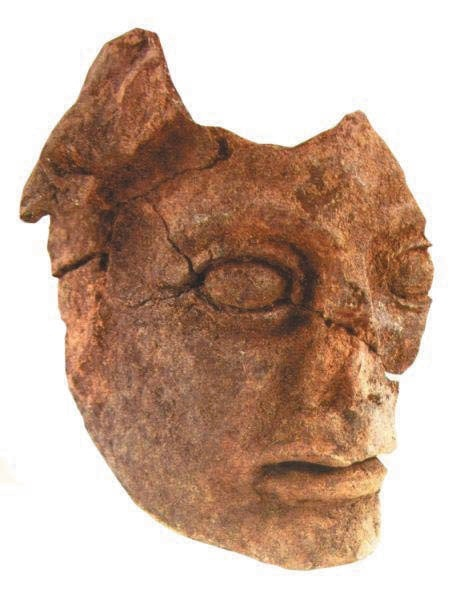
Testa in terracotta di età etrusca da Monte Castello

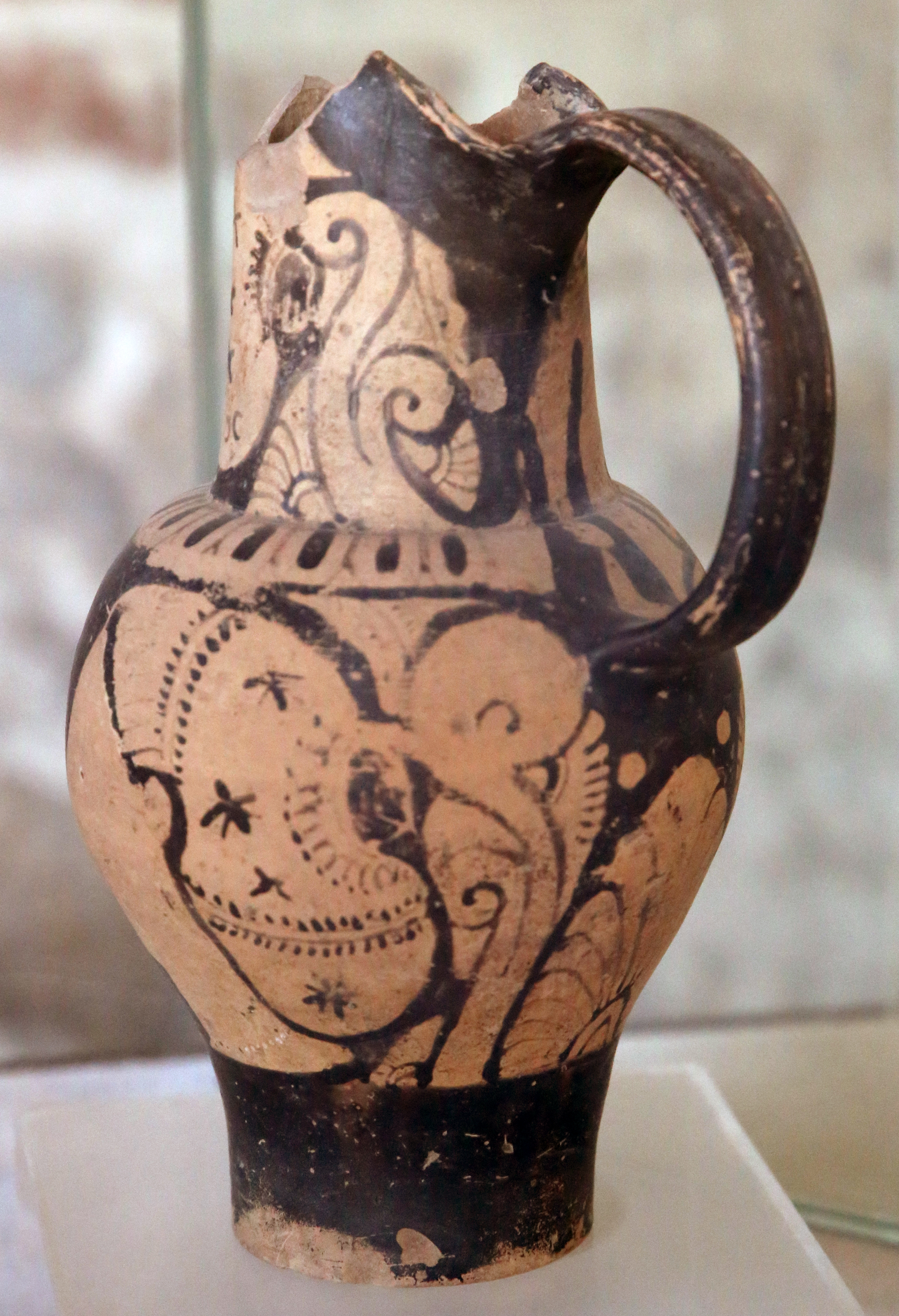
Oinochoe etrusca da San Felo

### Età preistorica e protostorica
L'isola era già abitata durante il Paleolitico, come dimostrano i ritrovamenti di strumenti litici (Lacona, Sant'Andrea, Pomonte, Procchio, Biodola, Colle di Santa Lucia, Marciana Marina e Serrone delle Cime). Il Neolitico è attestato da manufatti in pietra (asce, punte di freccia) rinvenuti sul Massiccio del Monte Capanne (Masso alla Guata, Masso dell'Aquila, Serraventosa, La Stretta, Piana di Moncione, Chiusa Borsella), Marciana Marina, Procchio, Lacona, Biodola, Portoferraio, Cavo, Rio nell'Elba. Strumenti in ossidiana opaca del Monte Arci sono stati rinvenuti ai Sassi Ritti e alle Piane alla Terra. Notevoli tracce dell'età del rame e dell'età del bronzo esistono in vari settori dell'isola; di estremo interesse la Necropoli rupestre di Rio Marina, eneolitica, gli insediamenti protostorici del Monte Capanne (tra cui Le Mure, Pietra Murata, Monte Giove, Masso dell'Aquila, Masso dell'Omo) e del settore orientale (Cima del Monte, Volterraio) insieme ai siti megalitici dei Sassi Ritti e del Monte Còcchero. Alla Cultura di Arzachena sono riconducibili i circoli sepolcrali delle Piane alla Sughera e le tombe «a cassone» della necropoli megalitica della Forca, oltre ad alcuni probabili menhir presso il Gombale e nell'area compresa tra le Mure e la Grottaccia, mentre all'età villanoviana appartengono le tombe «a cassetta» dello Spino e di Moncione. Tombe villanoviane «a pozzetto» sono state rinvenute nel circondario di San Piero in Campo, ossia al Col di Paolo alla Batinca; in quest'ultima località, presso la cosiddetta Chiusa di Patacchille (soprannome del possidente Giuseppe Spinetti), intorno al 1935 fu rinvenuta un'urna cineraria biconica. All'VIII secolo a.C. si datano invece alcuni ripostigli di oggetti in bronzo rinvenuti nell'area di Colle Reciso, di San Martino, Chiessi e Pomonte.

### Età etrusca
Ricchissima di giacimenti di ferro, l'isola d'Elba rese possibile il sorgere della civiltà etrusca, la quale costruì vari villaggi d'altura fortificati (Monte Castello, Castiglione di San Martino, Castiglione di Campo, Monte Fabbrello e Monte Puccio), ubicati su colline in posizione strategica per il controllo del mare e delle rotte marittime di diffusione del ferro. A essi si affianca la Necropoli ellenistica di Capoliveri e la Necropoli di Casa del Duca. Altri siti che hanno restituito materiali etruschi sono Le Trane, Monte Orello, Colle di Santa Lucia, Masso dell'Aquila, Serraventosa, Grassera, Pietra Murata, Poggio, Volterraio, Le Mure, Capoliveri e Monte Serra. Nel 453 a.C. l'isola fu saccheggiata dalla flotta siracusana comandata da Apelles e Phayllos; di tale evento sarebbero testimonianza alcuni rinvenimenti presso Le Mure.

### Età romana
Successivamente, con il dominio di Roma, sull'isola furono edificate almeno tre ville marittime (Villa della Linguella, Villa delle Grotte e Villa di Capo Castello) e almeno un centro abitato di cospicue dimensioni, l'attuale Portoferraio, dove furono rinvenute due necropoli e condutture fittili. Sempre all'età romana risalgono alcuni importanti relitti subacquei (relitti di Sant'Andrea, relitto del Nasuto, relitto di Chiessi, relitto di Procchio e relitto di Punta Cera). In località Seccheto, nel 1899, fu rinvenuto un altare in monzogranito dedicato a Ercole dal prefetto Publio Acilio Attiano, che venne analizzato nel 1903 dallo storico tedesco Christian Hülsen. Un'interessante traccia toponomastica d'età romana è costituita dalla località Remmiano presso Cavoli, che deriverebbe dal possedimento di un Remmius.

### Età medievale
Dopo la caduta di Roma, l'Elba divenne territorio degli Ostrogoti e successivamente dei Longobardi; a questi ultimi si devono numerosi toponimi presenti ancora oggi sull'isola, come Gualdo (da wald, «bosco»), Cafaio (da gahagi, «recinto»), Catro (da kater, «cancello»), Caparùtoli, Cadonno e Castormo (casa di Barùttuli, di Donno e Sturmi, nomi personali). All'età longobarda apparterrebbe la sepoltura di un guerriero con corredo funebre che comprendeva una spatha e alcune monete d'oro, rinvenuta agli inizi del XX secolo nell'area della Pieve di San Lorenzo. Contemporaneamente l'Elba divenne luogo di eremitaggio per i primi monaci anacoreti cristiani che seguivano la regola di Pacomio, tra cui San Cerbone nel 573. Nell'874 l'isola fu pesantemente saccheggiata dai Saraceni, mentre nel 1003 e nel 1016 fu assalita da Mujāhid al-ʿĀmirī.
A partire dal primo millennio dopo Cristo, l'isola divenne parte del territorio della Repubblica di Pisa; furono edificate torri di avvistamento come la Torre di San Giovanni, il villaggio fortificato di Montemarsale, la Fortezza di Marciana e la Fortezza del Volterraio, situata su un'altura inaccessibile per trovare rifugio dalle scorrerie dei pirati. Sempre ai pisani, tramite l'Opera della Primaziale Pisana, si deve l'apertura o il riutilizzo del sito estrattivo delle Grottarelle e di quello presso San Piero in Campo. 

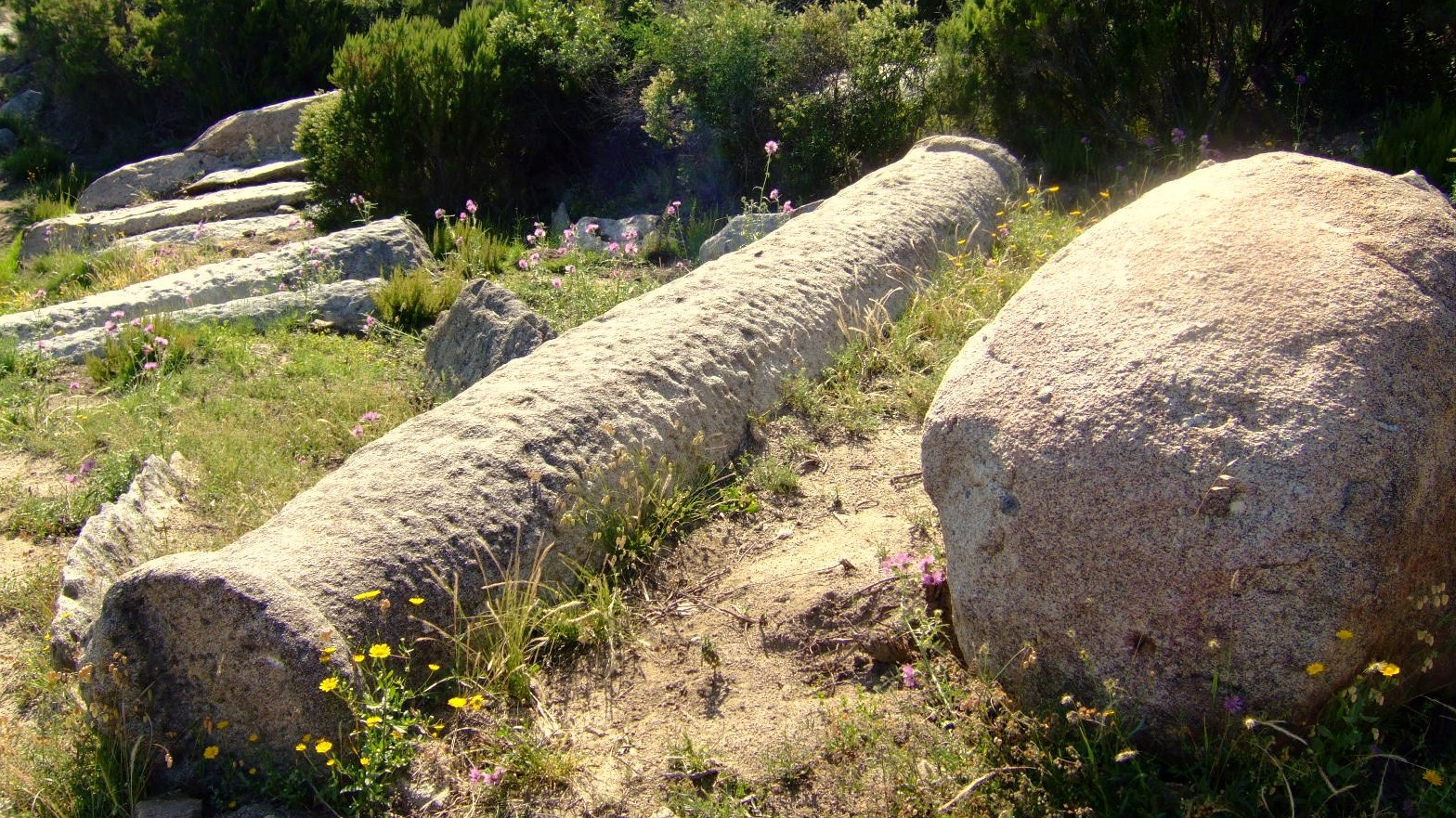
Colonna medievale in località Le Grottarelle

 Nello stesso periodo si svilupparono i Comuni dell'isola: Capoliveri (sede del Capitanato), Rio, Gràssera, Latrano, Ferraia, Montemarsale, Campo, Poggio, Marciana e Pomonte. A tale epoca risalgono alcuni importanti edifici religiosi come la pieve di San Lorenzo, la pieve di San Giovanni, la pieve di San Michele e la scomparsa pieve di San Giovanni di Ferraia. Allo stesso periodo risalgono le piccole chiese intitolate a San Bartolomeo, San Frediano, San Benedetto, San Biagio, Santa Maria, San Prospero, San Felice (citata nel 1168 in una bolla del papa Alessandro III come «eclesia Sancti Felicis a Cruce»), San Quirico, San Menna e alla Madonna della Neve.
Nel 1399 l'Elba passò sotto la signoria degli Appiano di Piombino.

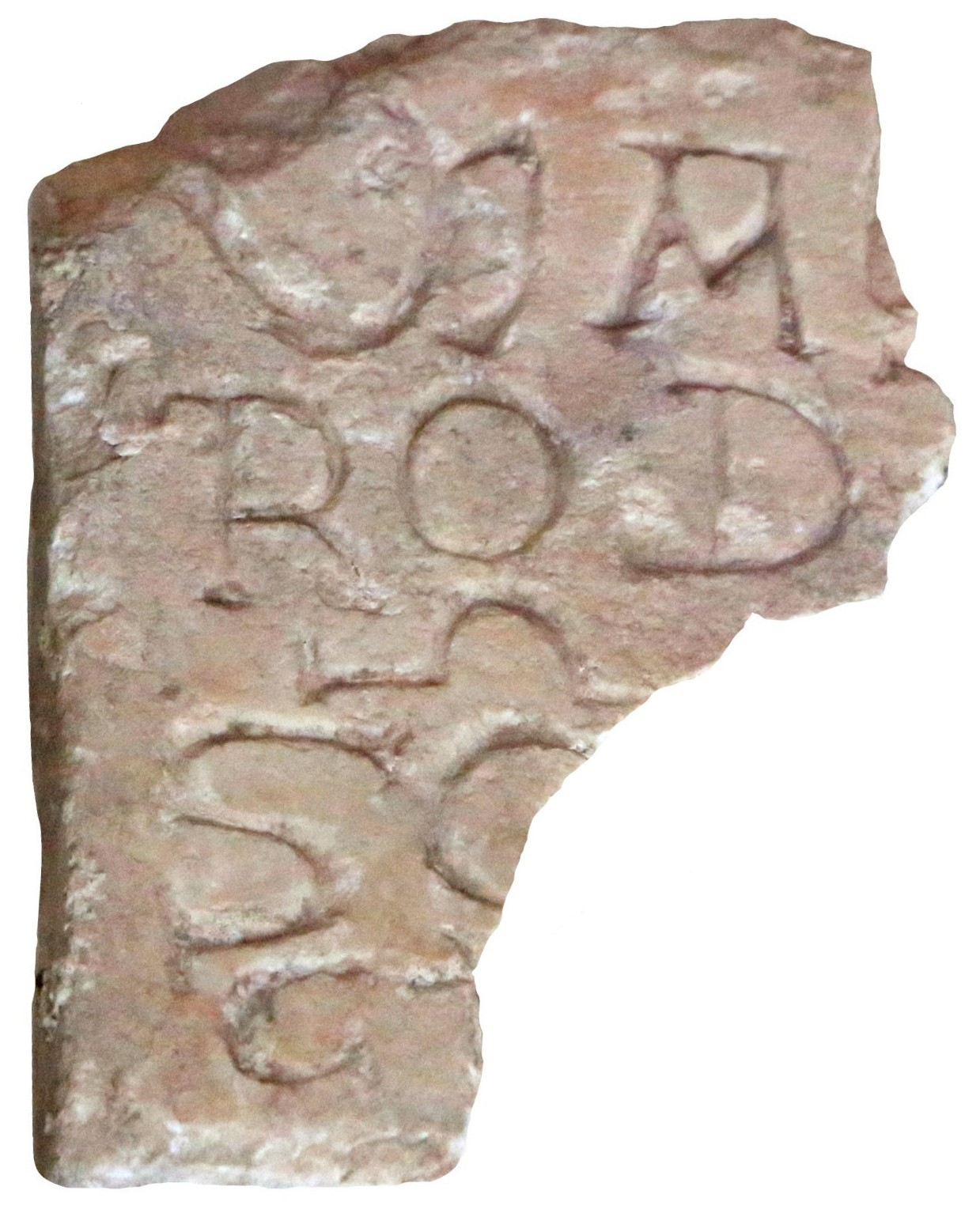
Epigrafe in marmo della Chiesa di San Quirico di Grassera (Museo archeologico di Portoferraio)

### Età moderna
L'isola subì pesanti devastazioni da parte di corsari tunisini nel 1442, e successivamente per mano di Khayr al-Din (italianizzato in Ariadeno Barbarossa) nel 1534 e 1544 e di Dragut nel 1553 e 1555; di questi ultimi assalti è testimonianza la raffigurazione cartografica dell'isola nella coeva Cosmographia di Sebastian Münster. Nel 1562 scrisse Paolo Giovio: «[Barbarossa] andò all'isola dell'Elba, ove fece smontare i soldati in terra a fare quanta più preda potevano, perché Iacopo d'Appiano signor di quella isola e di Piombino negò di rendergli un giovanetto turco figliuolo di Sinam detto il Giudeo, qual fu già preso a Tunisi. Pure vedendo la ruina che gli veniva addosso per questo, perché i turchi assaltarono Capolibero e presero quasi tutti i terrazzani e rubbavano ciò che potevano e davano la caccia agli habitatori, lo rese, e Barbarossa senza fargli poi più danno alcuno andò via e mandò il giovane fatto capitano di sette galee fin'a Suez, porto del Mar Rosso vicinissimo al Cairo, a suo padre Sinam; il quale per l'allegrezza del figliuolo rihavuto subito venne meno e morì.» Nel 1548 il granduca di Toscana Cosimo I affidò all'architetto Giovanni Camerini la progettazione una città fortificata simbolicamente chiamata Cosmopoli (oggi Portoferraio), concepita come presidio militare con lo scopo di difendere le coste toscane nonché come sede dei Cavalieri di Santo Stefano e che nel 1583 venne così descritta da Giovan Battista Adriani: «Il poggio più elevato, che signoreggia e scuopre tutto il porto, fu chiamato il Falcone: l'altro men rilevato dalla forma della fortezza secondo la qualità del sito hebbe nome la Stella, spargendo le sue fortificazioni qua e là a guisa di razzi. Parimente fermarono un bastione sopra la bocca del porto, il quale fu chiamato dalla forma Linguella.» In tal modo l'isola venne a trovarsi divisa in tre settori politicamente dipendenti da Firenze (circondario di Portoferraio), dalla Spagna con lo Stato dei Presidi (circondario di Porto Longone, oggi Porto Azzurro) e da Piombino (tutto il restante territorio elbano). Nel 1603 gli spagnoli dello Stato dei Presidi iniziarono a Porto Azzurro la costruzione del nucleo fortificato chiamato Forte Beneventano, insieme al presidio militare del Forte Focardo. Agli inizi del XVIII secolo un tardivo seguace di Annio da Viterbo redasse un falso poema in latino sull'antica storia dell'Elba ambientato nel VI secolo (Rerum mirabilium Ilvae), sotto il nome di Celeteuso. Al 1729 risale la prima descrizione generale sulla storia dell'isola (Zibaldone di memorie) da parte di Giovanni Vincenzo Coresi Del Bruno, governatore di Grosseto. Intorno al 1780 l'Elba fu visitata dal pittore John Robert Cozens, che ritrasse panorami di Porto Azzurro e del settore orientale dell'isola.
Gli inglesi sbarcarono all'isola d'Elba nel 1796, dopo l'occupazione di Livorno da parte delle truppe repubblicane francesi, per proteggere i 4 000 realisti francesi che due anni prima avevano trovato asilo a Portoferraio. Nel 1799 la Francia tentò di impossessarsi dell'isola, con pesanti scontri avvenuti presso Procchio. Il trattato di San Ildefonso (1º ottobre 1800) tra Francia e Spagna previde il trasferimento dell'isola d'Elba, allora toscana, sotto la sovranità francese in cambio del principato di Piombino. Questo accordo fu confermato dalla pace di Lunéville (9 febbraio 1801) - in base al quale l'Elba passò al Regno d'Etruria - e dal trattato di Aranjuez (25 marzo 1801), e fu accettato dall'Inghilterra con il trattato di Amiens (25 marzo 1802), in base al quale venne trasferita alla Francia.
Il re di Napoli Ferdinando IV rinunciò a tutte le proprietà e ai diritti che ancora vi possedeva con il trattato di Firenze (29 marzo 1801). L'isola fu quindi ufficialmente annessa all'Impero francese nel 1802 (senatoconsulto del 26 agosto 1802), e Louis Puissant fu incaricato di misurare l'isola e di redigere con altri collaboratori un'accurata cartografia. Negli stessi anni l'Elba fu visitata da diversi scrittori inglesi e francesi che descrissero l'isola nelle loro opere, come Arsenne Thiébaut De Bernaud (Voyage à l'isle d'Elbe), Richard Colt Hoare assieme a John Warwick Smith (A tour through the island of Elba) e Hugh William Williams (Travels in Italy). Nel 1811 l'Elba venne integrata nel dipartimento del Mediterraneo.

 
L'imperatore Napoleone Bonaparte fu esiliato all'Elba nel 1814: raggiunse Portoferraio il 4 maggio 1814 e vi rimase 10 mesi come sovrano del Principato dell'Isola d'Elba.  

La bandiera elbana stabilita nel 1814 da Napoleone Bonaparte sul modello delle Bonnes Villes incluse nell'Impero francese

 A testimonianza della sua permanenza restano due belle ville ove soggiornò: Villa dei Mulini in posizione dominante a Portoferraio, e Villa San Martino residenza estiva del Còrso alla periferia della piccola capitale elbana; dal 23 agosto al 5 settembre 1814 Bonaparte soggiornò presso il Santuario della Madonna del Monte. Nel 1815 Giuseppe Ninci pubblicò a Portoferraio la Storia dell'isola dell'Elba, dedicata a Napoleone Bonaparte.

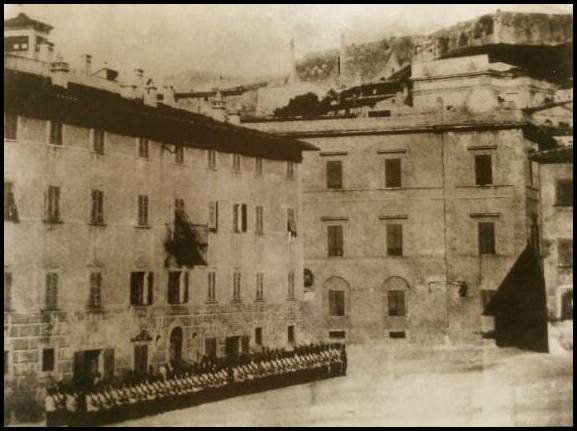
La prima fotografia scattata all'isola d'Elba (dagherrotipo del 1855 circa), raffigurante la gendarmeria del granduca Leopoldo II a Portoferraio

A partire dal 1830 si ebbero i primi flussi migratori dall'isola d'Elba verso il Venezuela, nello Stato di Trujillo. Negli ultimi decenni dell'Ottocento all'isola visse il Mago Chiò, caratteristico personaggio noto per le sue funamboliche imprese. L'isola fu visitata da illustri geologi e mineralogisti quali Gerhard von Rath, Antonio D'Achiardi e Giovanni D'Achiardi. Nel 1882 il geologo Bernardino Lotti redasse la prima carta geologica dell'isola. Dal 1892 al 1900 il settore occidentale dell'isola (Monte Capanne) fu visitato dai botanici Pio Bolzon, Stefano Sommier e Giacomo Doria; agli anni compresi tra 1904 e 1914 sono datate le ricognizioni del geologo Piero Aloisi. Il 13 dicembre 1900 la società siderurgica Ilva, tramite Pilade Del Buono, iniziò la costruzione degli altiforni a Portoferraio. Nel 1907 vi fu una ripresa dell'estrazione della granodiorite nel settore occidentale dell'isola; la famiglia tedesca Zimmer fondò la Bergwerks Gesellschaft e riaprì vecchie cave nelle località di Seccheto e Cavoli. Allo scoppio della prima guerra mondiale l'attività degli Zimmer cessò, per poi riprendere sotto la guida di Federico Mellini che lasciò a sua volta il posto alla società Seccheto Anonima Graniti Elba (S.A.G.E.) e, infine, a Guglielmo Federici che fu l'ultimo proprietario delle cave.
Le due guerre mondiali hanno visto morire centinaia di giovani elbani; e i due dopoguerra hanno visto emigrare migliaia di lavoratori elbani. La cittadina di Portoferraio fu pesantemente colpita, il 16 settembre 1943, da un bombardamento aereo della Luftwaffe effettuato con dieci Junkers Ju 88 decollati dall'Aeroporto di Viterbo (in cui vi furono 47 vittime tra militari e civili), e da quel momento iniziò l'occupazione tedesca dell'isola. Il 20 novembre 1943 avvenne un imponente rastrellamento compiuto da militari della Wehrmacht, che interessò i paesi di Poggio (dove rimase accidentalmente uccisa Ernestina Paolini, una bambina di dieci anni), Marciana, Sant'Andrea e San Piero in Campo. Il 17 giugno 1944 le truppe alleate franco-senegalesi sbarcarono sulla spiaggia di Fonza con la cosiddetta Operazione Brassard; allo stesso anno risale la realizzazione, da parte dei francesi, di un monumento in granodiorite ai propri caduti, realizzato a Marina di Campo da Riccardo Visani, e di una stele in pietra (nota come Il Monumento) collocata sul valico montano tra il Monte Còcchero e il Monte San Martino. L'azione degli Alleati fu in parte agevolata dalla collaborazione informativa di alcuni partigiani elbani come Dino Barsalini di Sant'Andrea e Riccardo Spinetti di San Piero; quest'ultimo possedeva una rudimentale postazione radio antitedesca in una grotta di Pietra Murata. 

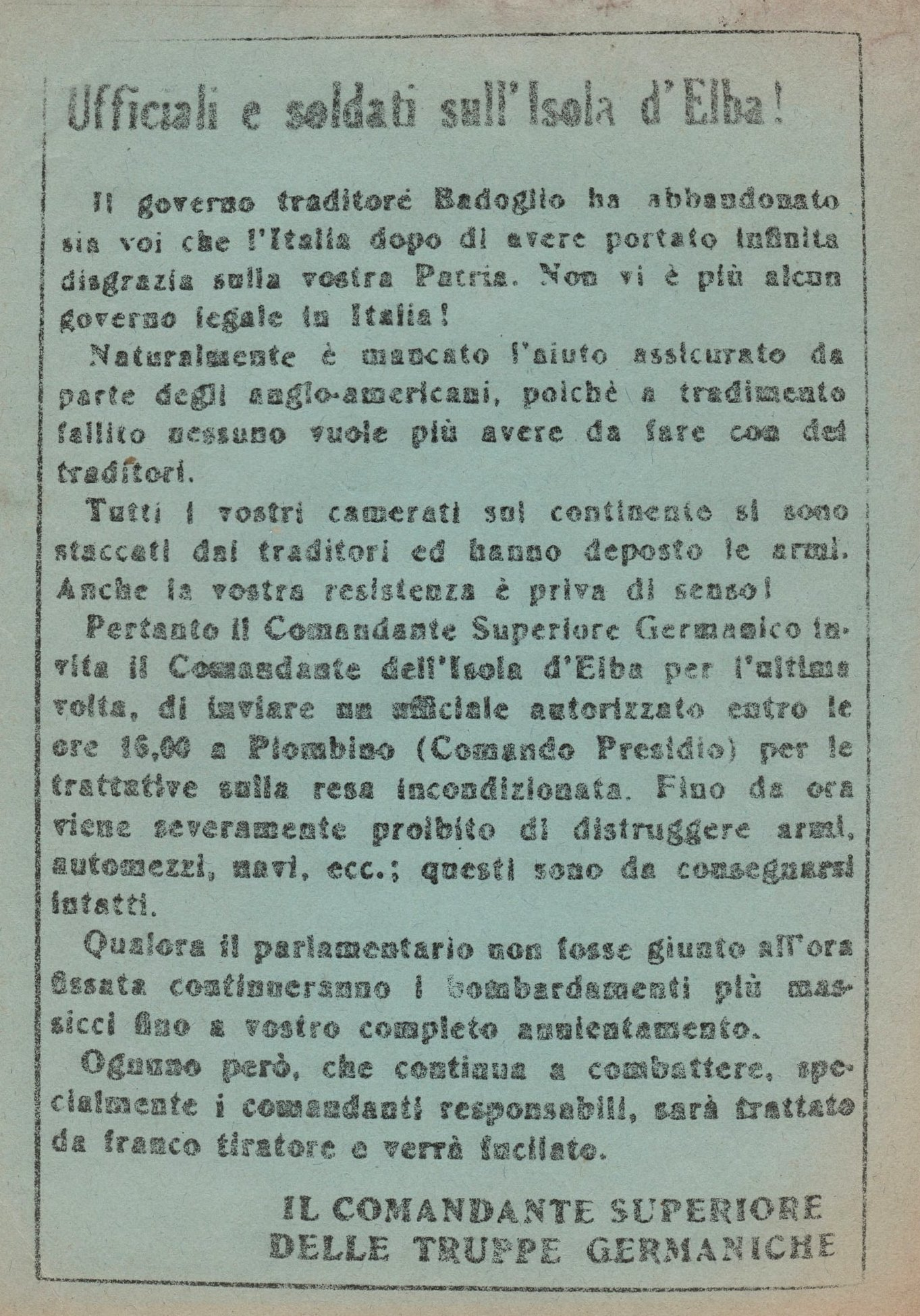
Volantino per la resa incondizionata dell'isola d'Elba lanciato da bombardieri Junkers Ju 88 della Luftwaffe il 16 settembre 1943

Dal 1947 l'isola d'Elba conobbe notorietà turistica a livello internazionale grazie all'imprenditore Giuseppe Cacciò, che nel Palazzo della Fonte di Napoleone ospitò, tra gli altri, Giorgio De Chirico, Ingrid Bergman, Winston Churchill, Edoardo VIII, Wallis Simpson, Dimitri Mitropoulos, Clara Calamai ed Errol Flynn; la spiaggia privata dell'albergo era La Paolina. Sempre Giuseppe Cacciò, nel 1950, fece realizzare all'architetto Roberto Lloyd (figlio del pittore Llewelyn) l'hotel Darsena sulle macerie del bombardato Palazzo dei Merli e creò la società Grande Albergo sul Golfo. Nel 1950 l'Elba fu interessata dai finanziamenti devoluti dalla Cassa per il Mezzogiorno per i rimboschimenti a conifere in diversi rilievi come il Monte Perone e il Monte Orello. Tra il 1959 e il 1964 l'isola fu visitata dall'archeologo Giorgio Monaco, che intraprese numerosi scavi nei siti archeologici di Monte Giove, Monte Còcchero, Valle dell'Inferno e della Villa romana delle Grotte. Nel 1960, a seguito delle numerose scoperte archeologiche avvenute all'Elba, fu costituito a Portoferraio su iniziativa privata il Sodalizio Elbano per Studi e Ricerche archeologiche. Sull'isola si trovano notevoli esempi di architettura del Novecento: si ricorda la Villa della Valle di Leonardo Ricci (1958) assieme alla Villa Allungata e alla Villa Ottagonale (1961) di Gio Ponti.

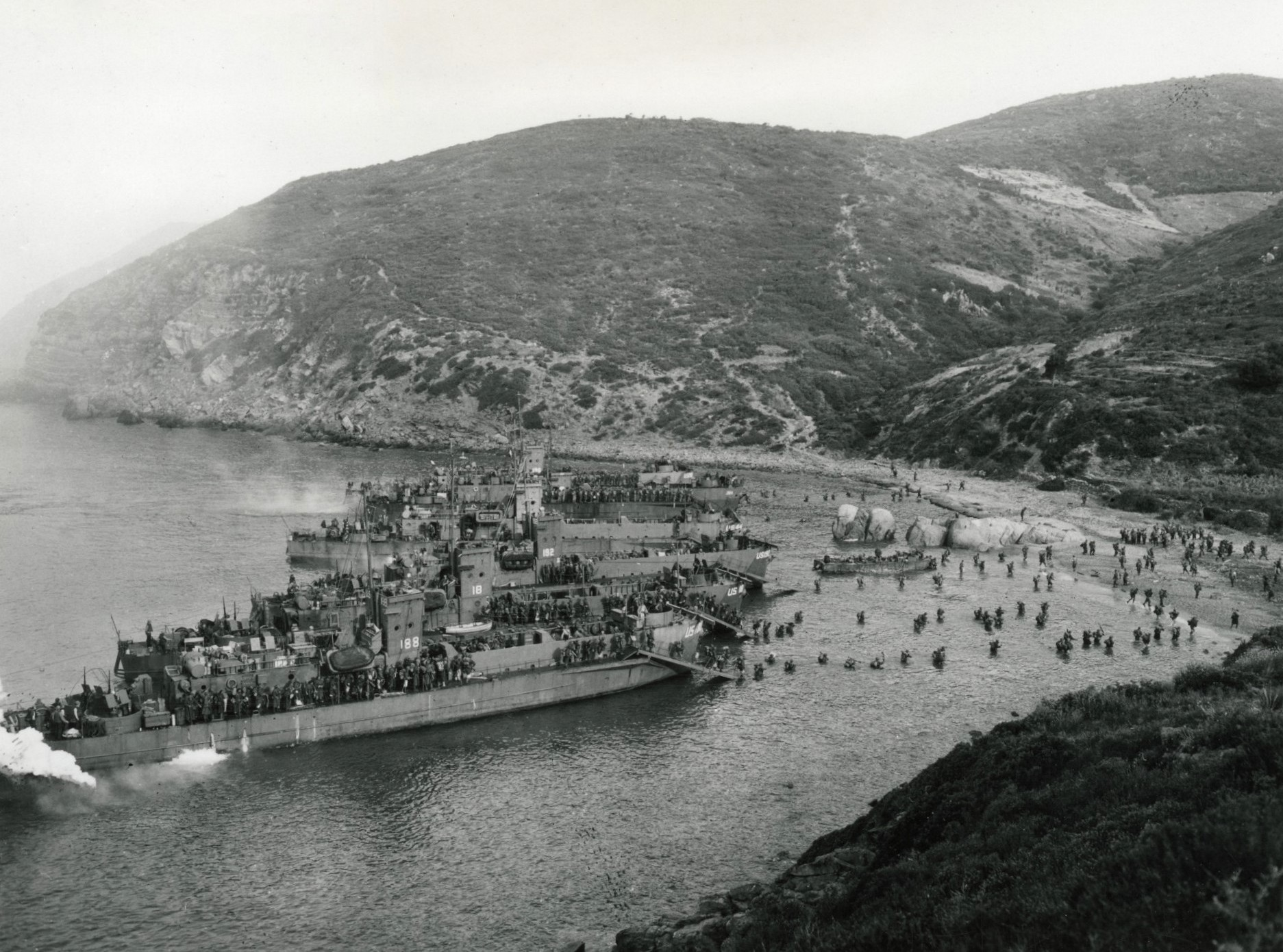
Le truppe francesi sbarcano sulle coste dell'Elba (spiaggia di Fonza) il 17 giugno 1944

## Icaprili

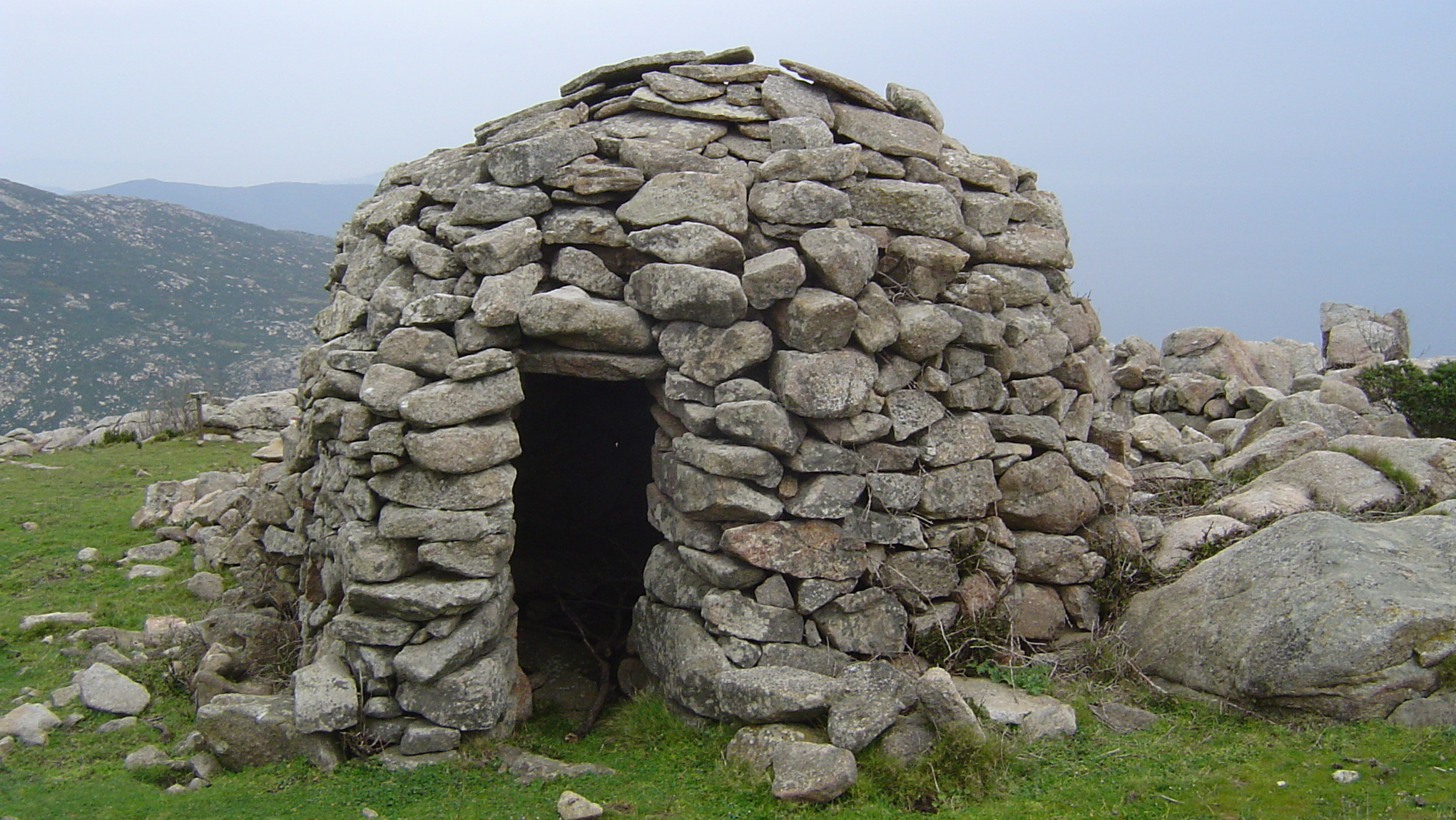
Il Caprile della Forca

I quartieri pastorali dell'Elba occidentale, documentati dal XVI secolo, sono costituiti dal caprile o chiuso (recinto in pietra per la mungitura delle capre), dalla capanna o grottino (struttura in pietra, esterna, per la produzione di formaggi e ricotte, e dal grìgolo (struttura in pietra per isolare i capretti durante lo svezzamento), termine che deriverebbe dal basso latino cryptŭlus, «piccola grotta»; i grìgoli più antichi, infatti, erano ricavati da grotte naturali adattate con muretti «a secco». Le capanne (in tempi recenti denominate domoliti, dal latino domus, «casa», e dal greco lìthos, «pietra») - tranne il protodomolito detto Caprile dei Colli presso Serraventosa realizzato sul finire del XIX secolo - vennero edificate solo a partire dal 1930 per opera del pastore sanpierese Mamiliano Martorella (1898-1973), seguito poi da Giuseppe Galli (1901-1977), soprannominato Peppitto, e da Evangelista Barsaglini (1923-2016).

## Estrazione del monzogranito
Le cave del settore occidentale dell'isola (massiccio del Monte Capanne) furono sfruttate sin da età imperiale romana. Nel 1596 Leandro Alberti (Descrittione di tutta l'Italia) scrisse che all'Elba «furono cavate alcune belle et grandi colonne di granico.» Agostino Del Riccio, nel 1597, osservò in Istoria delle pietre che «cavasi abbondantemente nell'isola dell'Elba una specie di marmo mistio detto granito: ne cavavano anticamente i Romani delle colonne assai, come si vede in gran parte delle muraglie antiche della loro città. Di questo sono le gran colonne del duomo di Pisa e le colonne altresì del bellissimo tempio di San Giovanni di Firenze. […] Di questo marmo granito dell'Elba è fatta d'un pezzo tutta la tribuna del duomo di Ravenna, che è il maggior pezzo di granito che si sia visto fino a qui.» Successivamente, nel 1768, Giovanni Targioni Tozzetti (Relazioni d'alcuni viaggi fatti in diverse parti della Toscana) annotò: «In Firenze, d'antico lavoro, ne sono le colonne del tempio di San Giovanni, le colonne della Chiesa di San Jacopo Sopr'Arno, delle quali due sole si vedono nella loggia poiché dentro alla chiesa sono state coperte di stucco; alquante colonne nella cantina d'una osteria ne' Camaldoli di San Lorenzo (Firenze), detta la Cella di Ciardo, che sembra essere stata la confessione di qualche antica basilica; la colonna del Mercato Vecchio; quella di Santa Felicita, quella della Croce al Trebbio; un tronco nella Piazza di San Pier Maggiore, detto la Staffa del Vescovo, etc. Di moderno poi servirà rammentare la bellissima vasca rotonda nell'isola di Boboli.»

## Edificazione religiosa
Dal XVIII secolo l'isola fu protagonista di un'intensa edificazione religiosa - da collegarsi con una tardiva applicazione dei dettami del Concilio di Trento, che intendeva rinsaldare la fede cristiana a fronte del protestantesimo - costituita da piccole strutture (cappelline) a planimetria rettangolare e a copertura a due falde costituita da travicelli di castagno e mezzane in cotto. Fa eccezione la cappellina della Madre del Buon Consiglio presso San Piero in Campo, che presenta una volta a botte. Edificate lungo le principali vie di comunicazione dell'epoca, sono titolate a singoli santi.

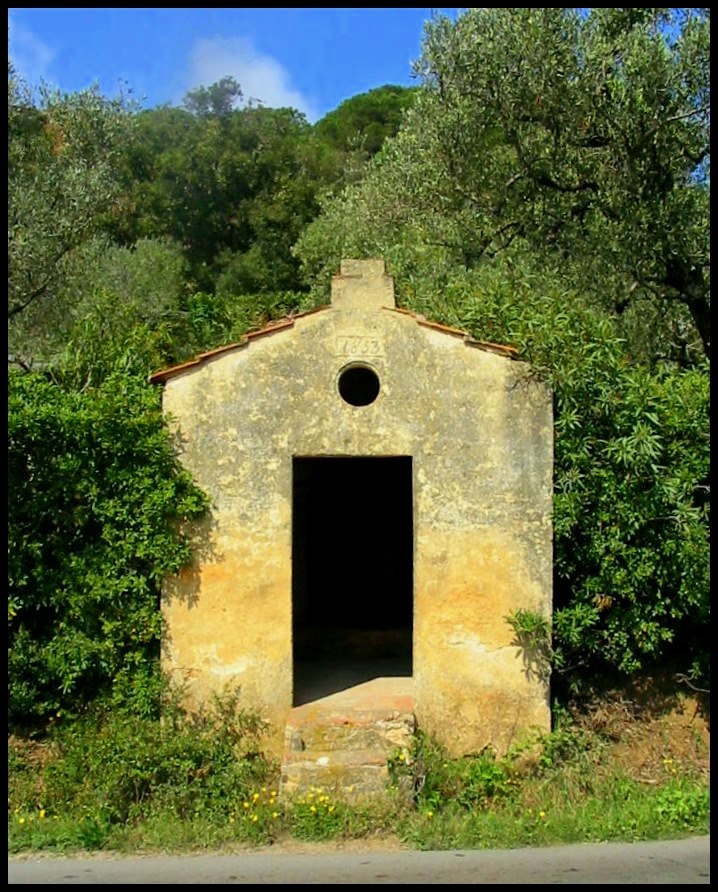
Cappellina di San Paolo presso Procchio (1853)

## Musei
- Museo civico archeologico di Portoferraio
- Museo civico archeologico di Marciana
- Museo civico archeologico del Distretto minerario di Rio nell'Elba
- Museo mineralogico Alfeo Ricci di Capoliveri
- MUM - Museo Mineralogico Luigi Celleri di San Piero in Campo
- Museo minerario di Rio Marina
- Museo etnografico Casalino del Castagno di Poggio
- Casa del Parco di Marciana
- Casa del Parco di Rio nell'Elba
- Accademia del Bello di Poggio
- Casetta Drouot di Poggio

## Dialetto elbano
Esempio di coniugazione verbale (verbo andare):
| Italiano                    | Elbano                                 |
| --------------------------- | -------------------------------------- |
| vado, andai, andrei         | vaggo, andetti o andiedi, anderei      |
| vai, andasti, andresti      | vadi, andesti, anderesti               |
| va, andò, andrebbe          | va, andette, anderebbe                 |
| andiamo, andammo, andremmo  | andamo, andièdimo o andommo, anderemmo |
| andate, andaste, andreste   | andate, andeste, andereste             |
| vanno, andarono, andrebbero | vanno, andièdero, anderèbbono          |

Per la sua posizione geografica, l'Elba rappresenta un ponte linguistico tra Toscana, prendendo cadenze nella parte sud anche dal vicino Lazio, col dialetto che si accosta infatti all’isola d’Elba sia da nord, coi porti di Livorno e Piombino che da sud Porto Santo Stefano Grosseto. Partendo dalla penisola dell'Argentario quindi, Giannutri e Isola del Giglio con un lessico che si somiglia molto, si dirige verso l’isola d’Elba attraversando tutte le singole isole dell Arcipelago toscano fino a prendere spunti dalla Corsica. Il dialetto elbano sopravvive nelle zone più marginali dell'isola, specialmente nel versante occidentale e orientale; secondo alcuni glottologi, «l'elbano appartiene al gruppo dei dialetti còrsi, e fra essi è (...) il più toscanizzato.» Secondo altri, come Gerhard Rohlfs, l'elbano fa parte dei dialetti toscani insulari. Inoltre «il dialetto elbano è fra i più interessanti per gli avvicendamenti etnici e le varie situazioni storiche, che l'hanno condizionato in doppia direttrice, nell'ascissa còrso-toscana e nell'ordinata napoletana-genovese (...).»
In ogni caso, la gorgia toscana risulta assente tranne che nell'area di Portoferraio (luogo di assidua frequentazione continentale a partire dal XVI secolo), mentre nel circondario di Capoliveri le consonanti intervocaliche c, p e t hanno pronuncia sonora (ad es. aberto per aperto, munigibio per municipio). Il settore occidentale dell'Elba è quello che più si avvicina al còrso settentrionale e al capocorsino; sostantivi come bóllero, gaɖɖina (con suono cacuminale), regùzzolo e téppa equivalgono al còrso bóllaru («sorgente»), ghjaɖɖina («gallina»), regùzzulu («pettirosso») e tippa («pendio»). Influssi della lingua ligure si riscontrano nei sostantivi léppico («appiccicoso») e rumenta («immondizia»), che si riallacciano a lépegu e rumenta.
Modi di dire in antico dialetto elbano sono, ad esempio, «Un c'è nimo 'n dógo» («Non c'è nessuno in giro», dal latino nemo in loco) e «Gaɖɖina ch'un ha fatto óve d'è sempre poɖɖasta» («Gallina che non ha fatto uova è sempre pollastra»).
Molti toponimi dell'Elba tradiscono un'origine comune con quelli della Corsica; tra essi Bóllero (còrso bóllaru, «sorgente»), Caracuto (còrso caracutu, «agrifoglio»), Gombale (còrso ghjómbulu, «masso»), Pastorecce (còrso pasturìcciule, «quartieri pastorali»), Penzutello (còrso pinzutellu, «pendio»), Tole (còrso tola, «tavola»). Nella toponomastica elbana esistono inoltre alcuni esempi della terminazione locativa -inco (dal latino incola, «abitante») come Batinca, Castaldinco, Ciabattinca, Generinco e Sassinca.

## Tradizioni popolari
Fino al XIX secolo, in occasione dei funerali venivano svolte due particolari pratiche. Secondo lo storico Eugenio Branchi (1839), «in Marciana, Poggio e Marciana Marittima, posto il cadavere nella stanza più ampia della casa, tutti i parenti gli si aggirano intorno piangendo o fingendo di piangere, e formano una specie di lotta con la Confraternita allorquando si reca a prenderlo, intendendo così mostrare il dispiacere della sua ultima dipartita (...). In S.Piero e S.Ilario, allorquando al morente è stata amministrata la estrema unzione, spegnesi quasi subito il fuoco che arde sul focolare domestico e qualora presso il medesimo siavi qualche cosa a cuocere, si rovescia o si getta via per denotare che l'infermo ha cessato di cibarsi.»
Sempre Eugenio Branchi descrive «una particolare costumanza nelle festività straordinarie che antichissima oggi raramente ripetesi (...); appellasi questa Moresca, e consiste in una sfida fra due stuoli cristiani e turchi vestiti ambedue respettivamente alla foggia della nazione cui fingono appartenere; ne è l'introduzione un dialogo fra i capi dei due stuoli e successivamente tra ciascuno, finché tutti i rappresentanti non siano in scena; ciò fatto avvengono reciproci ingiuriosi diverbi e quindi un combattimento cui è dato fine con la pace, e successivamente con balli. Questa specie di comica scena, che ha la durata di circa due ore e mezza, è un continuo faticosissimo esercizio pantomimico per gli attori che non offre ai medesimi riposo, se non che nei brevi intervalli dei dialoghi che avvengono anche a metà del combattimento o del ballo.» A Capoliveri esisteva la credenza popolare della Pagana; di derivazione latina, era una strega barbuta che appariva in sogno alle donne partorienti, facendole abortire. Dopo il parto, le donne si presentavano in chiesa per la benedizione, il cosiddetto insanto (ossia «rientrare in santo»). A Rio nell'Elba, la domenica delle Palme si svolge il Rito della Sportella; i ragazzi innamorati fanno giungere alla loro amata un cesto pieno di fiori con all'interno il cerimito, un dolce di forma fallica. Il giorno di Pasqua, se il gesto è gradito, le ragazze presentano ai corteggiatori una sportella, un dolce a forma di organo genitale femminile. L'isola è diventata famosa, anche all'estero, per il suo vino, in particolare l'aleatico, dolce vino liquoroso da dessert che spesso accompagna il dolce tipico, la schiaccia briaca.

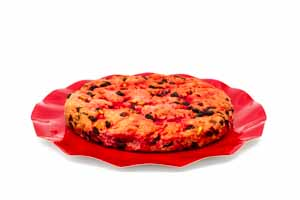
Schiaccia briaca riese

### Canti popolari
Per l'Epifania viene rappresentato il Canto della Befana, in cui alcuni cantori (befanotti) intonano una nenia tradizionale che evoca la nascita di Cristo con l'arrivo dei Magi; attestato almeno dal 1839, il Canto della Befana viene svolto nei paesi di Poggio e Rio nell'Elba: Dio vi dia la buona sera, generosa compagnia, saluteremo il padron di casa con la nobil compagnia. Santa nova noi vi diamo: che l'è nato il Re del mondo ed un parto così giocondo noi convien che l'annunziamo. E l'è nato in Betlemme, in città della Giudea presso di Gerusalemme, sopra il fien dove giacea. Per presepio una capanna, fatta l'è di stipa e fieno, la soffitta era di canna, le lucenti a ciel sereno. Senza fuoco e senza culla, lì giacea sopra del fieno e del resto non ha nulla, solamente il sol terreno. Ma le bestie coi lor fiati riscaldarno il bambinello ed insiem col loro fiato adorarno quel volto bello. I Re Magi sono partiti dalla propria abitazione, sono giunti a questi lidi per trovare il Redentore. Tutti posti in orazione il Signore vi adorarno, e gli voglion dimostrare la sua vera abitazione. Dopo fatta l'orazione, apparisce dall'oriente (dava nova del Signore) una stella rilucente. Questa stella seguitarno che guardava la capanna e da Erode ne passarno e li fe' questa domanda: «Gran signori, dove andate che portate tanti doni?» «Noi andiamo a ritrovare il Signore dei signori.» Disse: «Quando ritornate voi da me ne passerete, tal notizia a me portate se il Messia ritroverete.» Arrivati alla capanna, dove il bove e l'asinello Maria figlia di Sant'Anna e Gesù quel volto bello. Tutti i doni che ebbero portato li cedettero al gran Signore, poi si posero in ginocchio e gli fecero orazione. Quindi dopo se ne andarno la sua patria a ritrovare, da Erode non passarno, altra parte ebbero a pigliare. Falso Erode traditore, diede lume ai suoi intenti, per uccidere il Signore fe' la strage d'innocenti. O voi madre che allattate quei teneri pargoletti, così stretti li abbracciate, li tenete ai vostri petti. E Maria fu avvisata che di lì fosse partita, obbediente all'imbasciata si nascose fra la stipa. Ma la stipa traditora in quel punto fu fiorita, diede segno a tali signori che di lì fosse partita. E la turba andò cercando il gran figlio di Maria, e a tutti domandarno il Verbo dove sia: «Gran signora, dove andate ed in grembo che ci avete?» «Io c'ho quel che cercate, gran Signor se lo volete.» Ognun di loro la guardava per veder cosa ci aveva, e dal grembo grano versava, bel miracolo faceva. In Egitto se ne andarno la gran madre del Signore, il bambino e San Giuseppe, li accettarno di buon cuore. La Befana abbiam cantato in onor di Dio potente, gran notizia abbiam portato; felice notte, o brava gente».
Al 1871, in occasione della cattura di una foca monaca, risale la Canzone del bove marino: «Il dì 5 di marzo dell'anno settantuno fu preso all'Elba un pesce mai visto da nessuno. Poi venne il sor Cristino in giubba ed in fanfara: il pesce è nella bara, venitelo a vedé. Sia benedetto Dio - questo lo disse il prete - che ora le nostre rete si possono calar».
Dal 1938 esiste la Festa dell'Uva, che si svolgeva a Portoferraio con sfilate allegoriche sulla vendemmia ed è stata ripresa in anni recenti a Capoliveri; legata alla prima edizione della festa è la Canzone del Poggio, il cui testo recita «Chi dice che il Poggio non è bello? Soltanto le ragazze che ci stanno! I giovanotti son fatti a pennello, chi dice che il Poggio non è bello? Il vino del Lavacchio fa cantare a chi ne beve più di un bel bicchiere; le gambe accascia e il capo fa girare, il vino del Lavacchio fa cantare! Il mese di settembre è una gran festa, e tutta l'Elba l'uva al vin consacra».
Ai primi anni del XX secolo risale l'Inno a San Niccolò, composto dal sacerdote Aristide Mazzarri: «Domatore dei secoli infidi, oggi un popol devoto ti onora, e fra tante sciagure implora un soccorso da te, protettor. Noi ti lodiamo, noi ti preghiamo, noi t'invochiamo, Niccolò santo! Sacerdote fedele ed ardente, oh di Poggio gran Santo patrono, tu dei falli ci ottieni il perdono, tu ci guidi la mente ed il cuor».
Al 1945 è datata la canzone Elba, terra nostra di Alberto Carletti: «Quando io sono lontano, sento nel cuor la malinconia e allora penso alla terra mia, che al mondo più bella non v'è. Tutto è un giardino fiorito, tutto è un sorriso di primavera dove la gente vive sincera, laggiù non tradisce l'amor. Sei tu la terra dell'amor, o Elba in fiore dove ogni cuore canta. Sei tu, in quell'azzurro mar, l'isola bella che come stella brilla. Le tue fanciulle sono raggi di sol, più belle di mille rondinelle nel vol. Sei tu, coi tuoi vigneti d'or sul mare, regina di splendor; terra di ferro e di sole, cantano tutti per te».

## Economia

### Risorse

#### Agricoltura
La principale risorsa agricola dell'Elba è la viticoltura che si estende per una superficie di 350 ettari di cui 125 iscritti alla produzione dei vini DOCG e DOC dell'isola. I vini prodotti all'Elba sono:
- Elba Aleatico DOCG[35][36]
- Elba Ansonica
- Elba Vin Santo
- Elba Vin Santo Occhio di Pernice
- Elba bianco
- Elba bianco spumante
- Elba rosato
- Elba rosso
- Elba rosso riserva

#### Pastorizia

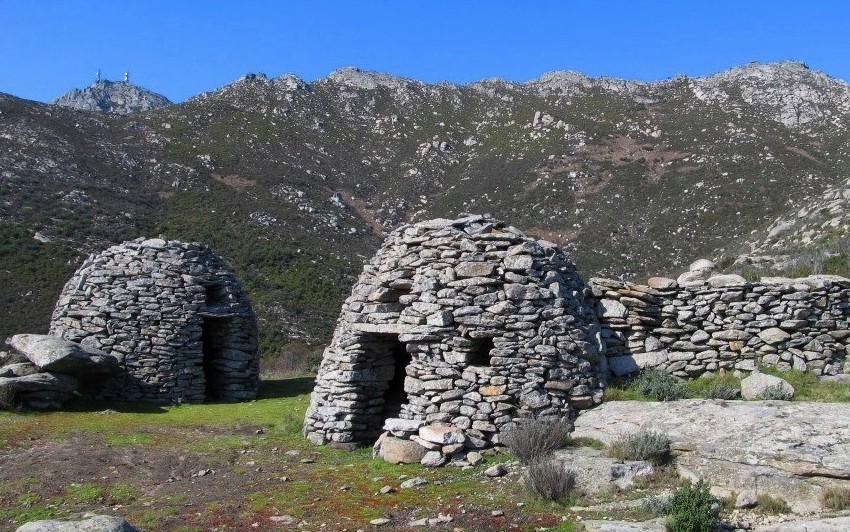
Il quartiere pastorale delle Macinelle, con caprile sullo sfondo e le due capanne realizzate da Mamiliano Martorella

Oggi la pastorizia all'Elba è limitata a poche greggi di pecore attive nel territorio di Marina di Campo e di Lacona. L'attività di allevamento delle capre è documentata dal XIV secolo, e veniva condotta sui monti occidentali in apposite strutture in pietra chiamate caprili. Il caprile più conosciuto si trova in località Le Macinelle; già attestato nel XVIII secolo, fu corredato con due capanne in pietra dal pastore sanpierese Mamiliano Martorella intorno al 1930. I prodotti ricavati erano formaggi (detti baccelloni e cacetti) e ricotte. I territori in passato più interessati dalla pastorizia furono quelli presso i paesi di Capoliveri, San Piero in Campo, Sant'Ilario in Campo, Marciana e Poggio.

#### Pesca
La pesca è un'attività economica importante nell'isola. Sono 72 i pescherecci che praticano la pesca commerciale di cui quasi la metà a Portoferraio. Molto praticata la pesca sportiva. Era attiva per secoli la pesca del tonno. Diverse erano le tonnare che erano localizzate in vari punti della costa elbana: Portoferraio, Enfola, Marciana Marina. La pesca del tonno, nell'ultima tonnara attiva dell'Enfola, si concluse nel 1958.

#### Risorse minerarie
Le miniere di ferro (Elba orientale) hanno rivestito un ruolo di primo piano per l'economia dell'isola sin dall'epoca etrusca. Lo sfruttamento delle stesse è continuato sino alla metà degli anni cinquanta del XX secolo. Da quel momento è stato un continuo susseguirsi di chiusure di miniere con la chiusura dell'ultima avvenuta nel 1981. L'isola è ricca di monzogranito (Elba occidentale) e una cava è tuttora presente in prossimità del paese di San Piero in Campo. L'attività estrattiva è oggi quasi del tutto abbandonata.

### Turismo
Il turismo è sviluppato soprattutto nei mesi estivi.

#### Montano
L'isola è attraversata dalla Grande Traversata Elbana (GTE), percorribile in più tappe per un totale di 60 chilometri. Il Monte Capanne (il più alto in tutta la provincia di Livorno) offre la possibilità di numerose passeggiate e si può raggiungere la sua sommità, la più alta dell'isola, con la Funivia del Monte Capanne che parte da Marciana. Sullo spartiacque montano si trova la Via ferrata del Monte Capanne e, più in basso, il sentiero escursionistico Vicinale del Tenditoio sul versante settentrionale e le Vie del Granito su quello meridionale. Alcuni centri di guide ambientali sono specializzati in escursioni lungo i bellissimi sentieri che si snodano dentro e fuori dal Parco Nazionale dell'Arcipelago Toscano. Grande interesse è dato dai Mostri di pietra dell'Isola d'Elba, meta di escursionisti. Dal 2005 al 2013 nel settore occidentale dell'isola si svolsero le Domeniche del granito, escursioni trekking lungo la rete sentieristica del Monte Capanne.

#### Ciclistico
L'isola offre un'incredibile rete di percorsi per stradisti in cerca di percorsi tecnici per allenarsi, motociclisti che si divertono su sentieri e strade sterrate, cicloturisti, famiglie con bambini che hanno bisogno di percorsi accessibili da percorrere rilassatamente e in sicurezza. A tutto ciò si deve aggiungere una serie di servizi specifici dedicati a chi va in bici come centri di assistenza e noleggio bici. Il Capoliveri Bike Park, con oltre 100 km di strade e sentieri pedalabili, è d'obbligo per tutti i ciclisti. Il resto dell'isola offre agli amanti della bici da strada percorsi spettacolari, godibili e tecnicamente interessanti. L'altimetria è estremamente varia e le traiettorie sono imprevedibili. Sulla strada che arriva a Rio nell'Elba da Porto Azzurro si trova la Fonte di Coppi. Fausto Coppi, verso la fine della sua carriera, venne ad allenarsi per ritrovare la forma migliore sulle strade dell'Elba.

#### Subacqueo

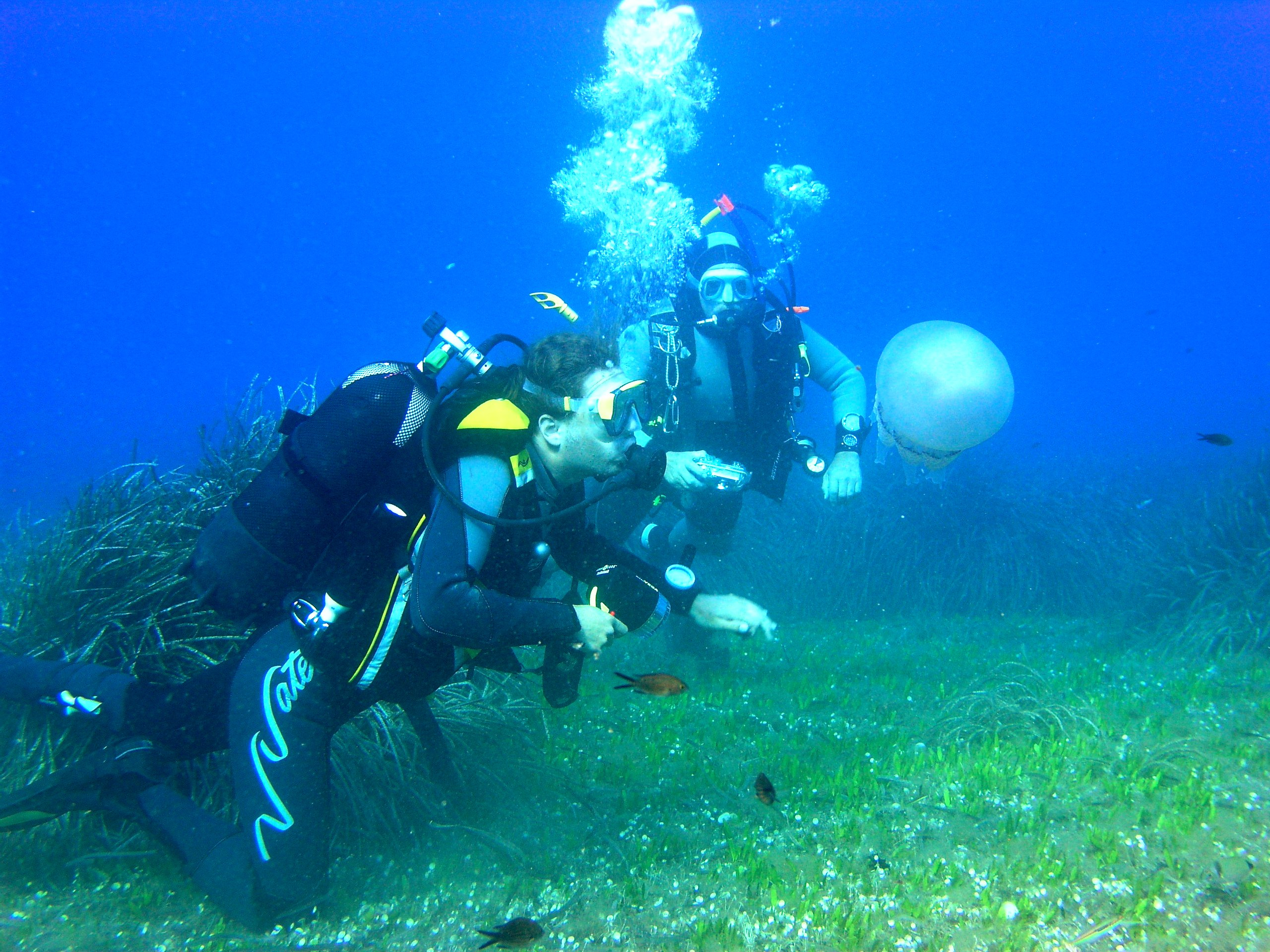
Due sub in immersione sui fondali dell'isola

Ricca di spiagge e scogliere, l'isola d'Elba offre un'ampia scelta per le immersioni subacquee, spaziando da immersioni accessibili ai principianti a quelle più impegnative. Alcuni esempi sono:
- Relitto di Pomonte (42°44′35.4″N 10°07′06.6″E), vicino allo Scoglio dell'Ògliera, posato a una profondità di soli 10 metri sul fondale sabbioso, adatto anche ai neofiti della subacquea;
- Formiche della Zanca (42°48′19.8″N 10°07′35.4″E), a ovest dell'isola vicino a Capo Sant'Andrea, una parete verticale dai 20 ai 40 metri ricca di gorgonia rossa;
- Capo Stella, un'immersione impegnativa fino a 41 metri ricca di cernie, murene, gorgonie rosse e corallo rosso;
- Picchi di Pablo (42°46.57′N 10°26.08′E), da 8 a 33 metri di profondità, con la parete popolata da gorgonie bianche e gialle, spugne gialle coperte da gamberi.
- Scoglietto di Portoferraio, un'immersione su una franata tra i 20 e i 35 metri, con scarsa corrente. Ricca di barracuda anche in numero considerevole, saraghi, orate, dentici, cernie, corvine, murene, mustelle.
- Punta della Madonna, tra Sant'Andrea e Marciana Marina, bella immersione anche per principianti, tra i 15 e i 35 metri. Così chiamata perché da lì i pescatori scorgevano sulla montagna di fronte al Santuario della Madonna del Monte. Si trovano gorgonie, murene, saraghi e se si è fortunati qualche grossa cernia.

#### Balneare
Ovviamente è il turismo balneare che maggiormente attrae turisti sull'isola da maggio a settembre inoltrato, grazie al clima caldo ma ventilato e alla bellezza e varietà delle spiagge dislocate nei suoi 147 km di coste. Spiagge di sabbia bianca granitica e scogli levigati nella parte occidentale come le spiagge di Marina di Campo, Cavoli, Fetovaia, Seccheto e Sant'Andrea; di sabbia dorata nella parte centrale sia a sud sia a nord-ovest come Procchio, Biodola, Lacona e Lido di Capoliveri; spiagge di ghiaia bianchissima nella parte di costa a ovest di Portoferraio che conferiscono al mare una eccezionale trasparenza come Le Ghiaie, Capo Bianco, Sansone; e infine spiagge caratterizzate da polvere e minerale di ferro nella costa orientale come Terranera e Topinetti. A Pomonte, dalla Spiaggia del Relitto, si può raggiungere a nuoto lo Scoglio dell'Ògliera dove è possibile osservare il relitto della nave mercantile Elviscot.

#### Strutture alberghiere
L'isola d'Elba offre numerose tipologie di alloggi:
- campeggi: sulla costa sud, tra il lido di Capoliveri, Lacona, Laconella, Margidore e Marina di Campo, si trovano le migliori strutture per questo tipo di alloggio, immerse per lo più nel profumato verde della macchia mediterranea e nelle pinete.
- alberghi: disseminati in tutta l'isola, variano in base alla località; Portoferraio, Porto Azzurro, Marina di Campo, Marciana, Marciana Marina, Capoliveri, Lacona, Rio Marina, Procchio.

Presenti inoltre bed & breakfast e numerosi alloggi privati disponibili per la locazione turistica.

## Disastri aerei
- 4 aprile 1944
- 4 settembre 1948
- 10 gennaio 1954
- 29 settembre 1960
- 14 ottobre 1960

## Trasporti

### Collegamenti marittimi
L'isola d'Elba è regolarmente servita da linee di navigazione che la collegano soprattutto con Piombino. Le società di navigazione che servono l'isola sono:
- BluNavy, servizio annuale da Piombino per Portoferraio.
- Corsica Ferries Sardinia Ferries, servizio stagionale da giugno a settembre da Portoferraio per Bastia e Piombino.
- Moby Lines, servizio annuale da Portoferraio per Piombino e stagionale da giugno a settembre da Cavo per Piombino.
- Toremar, servizio annuale da Portoferraio, Cavo e Rio Marina per Piombino, a cui si aggiunge la tratta elbana tra Cavo e Portoferraio e il collegamento settimanale da Rio Marina per l'isola di Pianosa.

### Aeroporti
L'aeroporto è quello di Marina di Campo situato in località La Pila, a 2 km da Marina di Campo, sede comunale di Campo nell'Elba e a 13 km da Portoferraio: dallo scalo partono voli per Pisa, Firenze, Milano-Linate e Lugano (questi ultimi solo in estate), tutti operati dalla compagnia aerea ceca Silver Air nell'ambito del progetto triennale di continuità territoriale.

### Trasporti pubblici
Il trasporto pubblico urbano ed extraurbano è servito dalla Autolinee Toscane con sede a Firenze e una filiale anche a Portoferraio.

### Strade
L'isola è servita da una buona rete di strade provinciali asfaltate che collegano tutta l'isola e che sono le seguenti:
- SP 24 - Portoferraio-Bivio Boni
- SP 25a - Procchio-Marina di Campo
- SP 25b - Procchio-Punta Nera
- SP 25c - Pomonte-Bivio San Piero
- SP 25d - Bivio San Piero-Marina di Campo
- SP 26a - Bivio Boni-Porto Azzurro
- SP 26b - Porto Azzurro-Padreterno
- SP 26c - Rio nell'Elba-Rio Marina
- SP 26d - Rio Marina-Cavo
- SP 28 - Schiopparello-Bagnaia
- SP 29 - Bivio San Pietro-La Pila
- SP 30a - Valdana-Lacona
- SP 30b - Lacona-Marina di Campo
- SP 31 - Bivio Mola-Capoliveri
- SP 32 del Volterraio-Magazzini-La Ginestra
- SP 33 della Parata-La Ginestra-Cavo
- SP 34 - Ponte della Civillina-Ponte di Noferi
- SP 37 di Monte Perone-Sant'Ilario-Poggio

### Funivie
Sull'isola è presente la Funivia del Monte Capanne.

### Ferrovie
Sull'isola non ci sono ferrovie: le stazioni più vicine sono quelle di Piombino e Piombino Marittima, sulla ferrovia Campiglia Marittima-Piombino, diramazione della Ferrovia Tirrenica che collega Roma a Genova.

## Galleria d'immagini

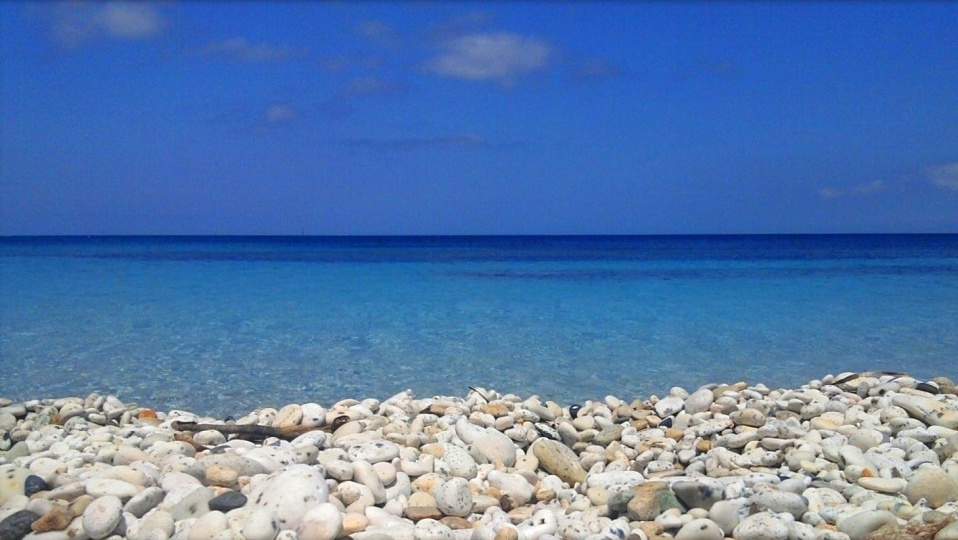
Spiaggia delle Ghiaie
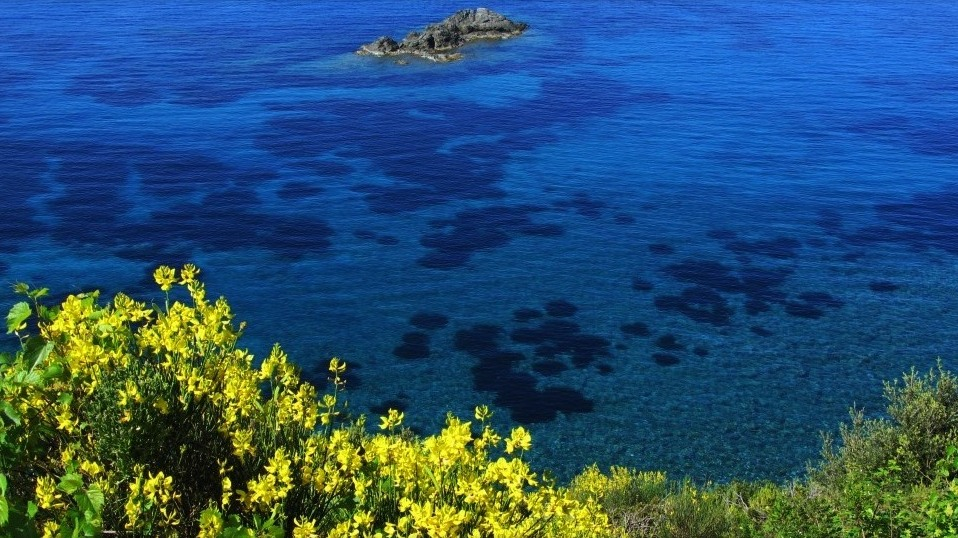
Pomonte
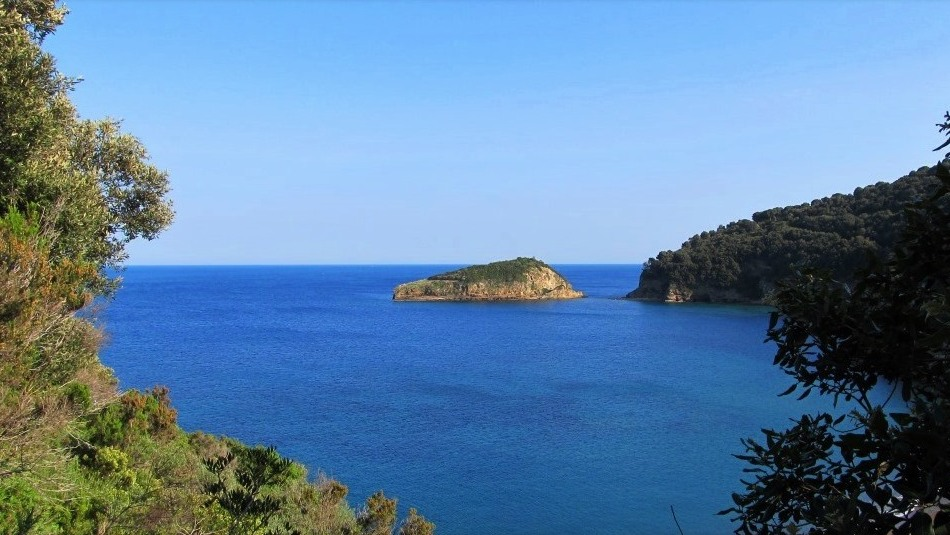
Isola di Ortano
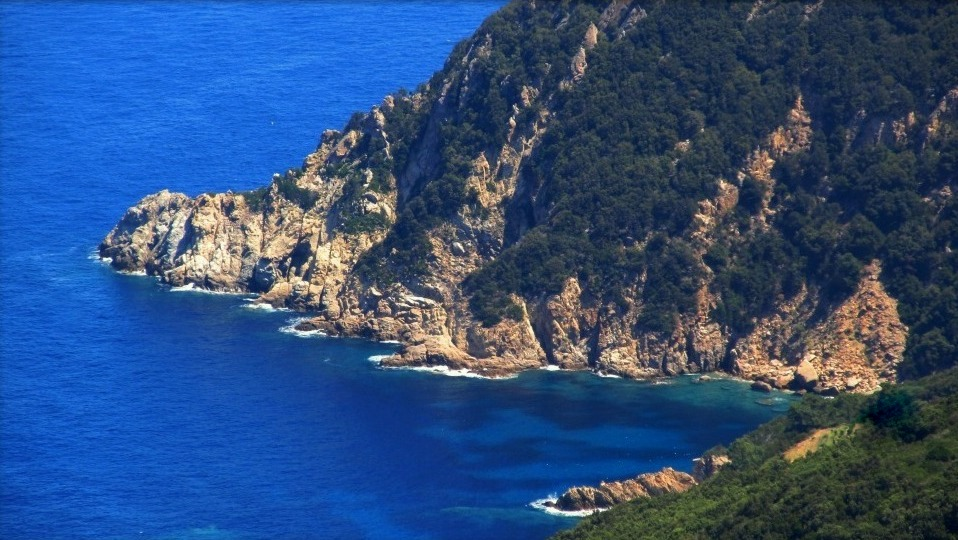
Punta della Madonna
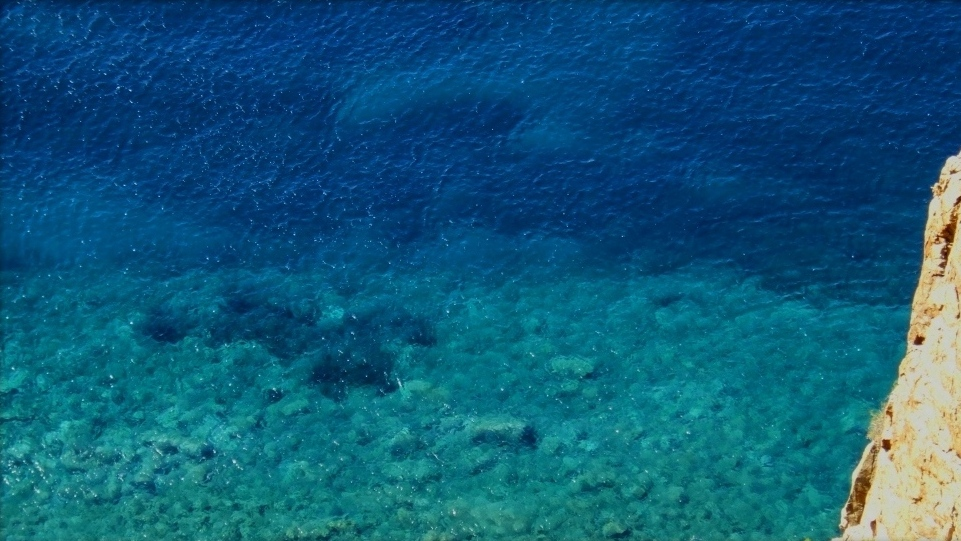
Punta Nera
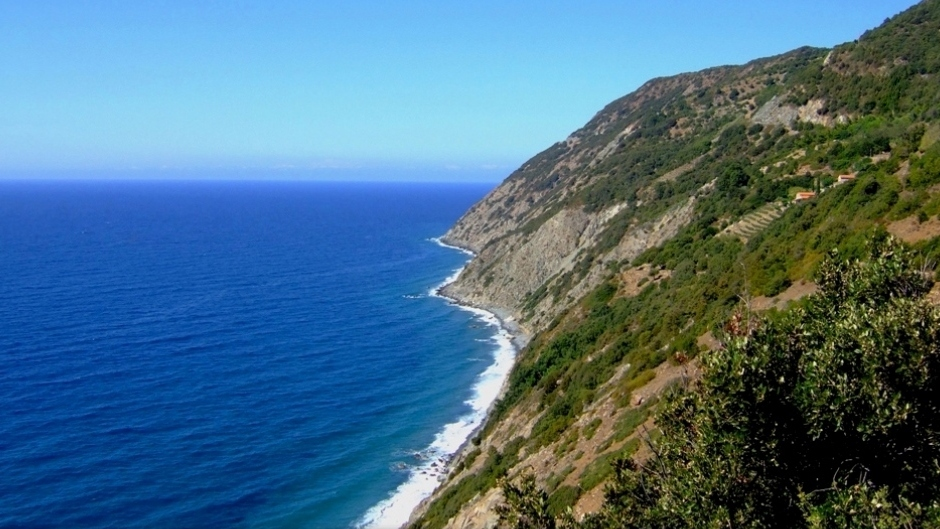
Costa presso Chiessi
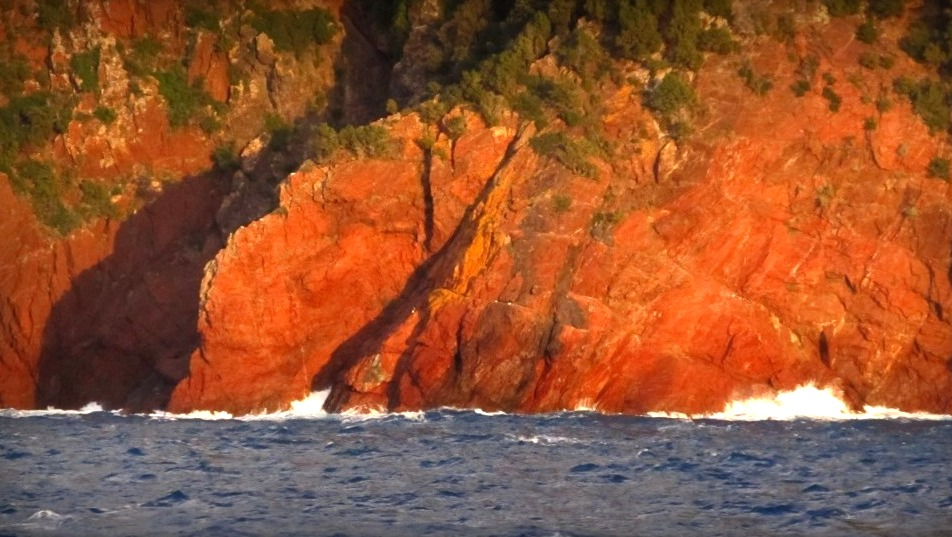
Scogliere di diaspro a Monte Grosso
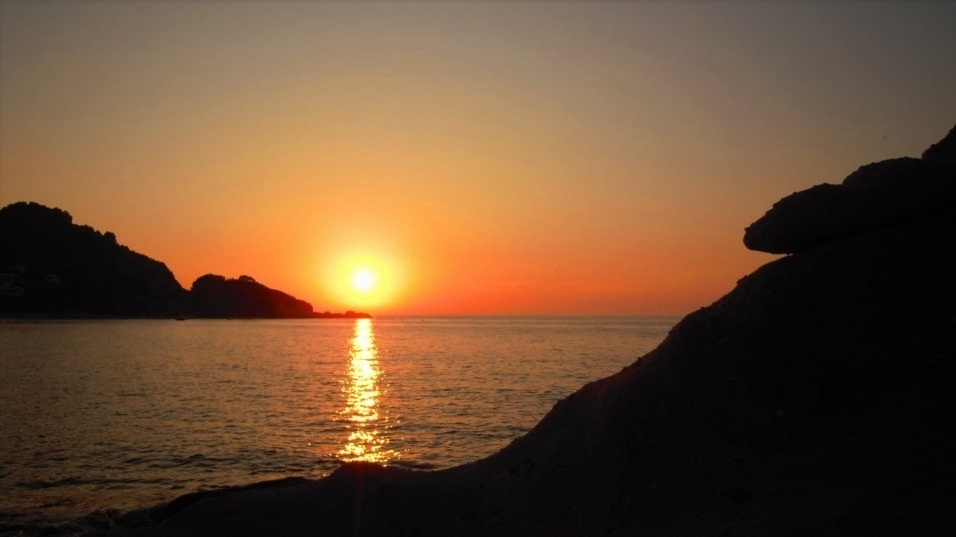
Spiaggia del Cotoncello
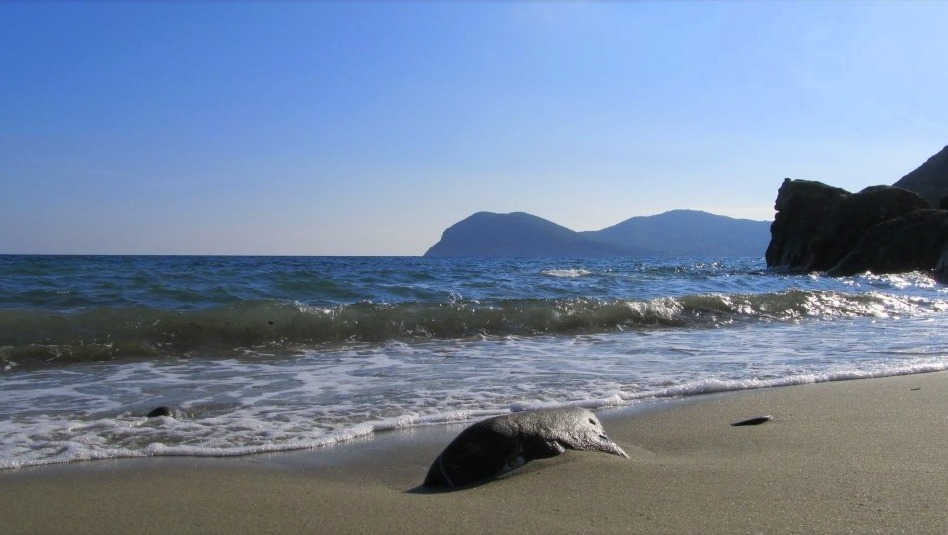
Spiaggia di Fonza
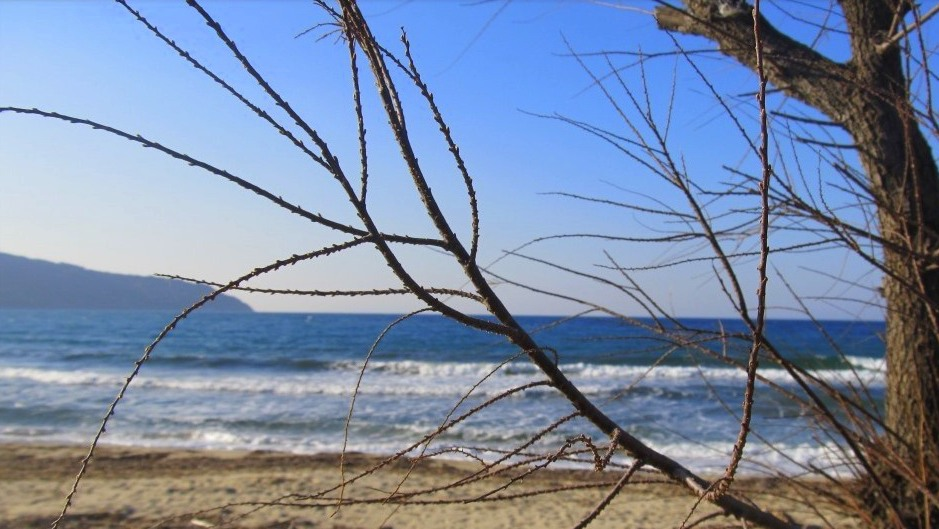
Spiaggia di Procchio
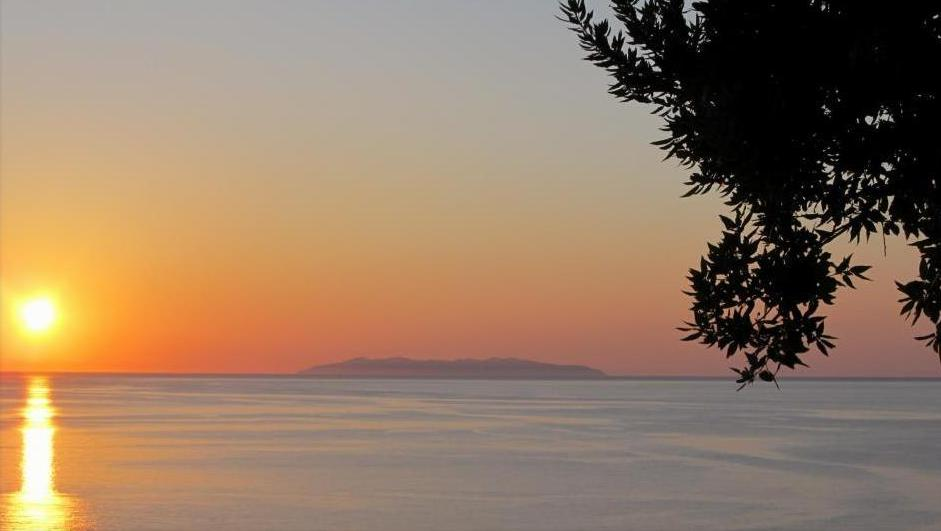
Tramonto sulla Capraia
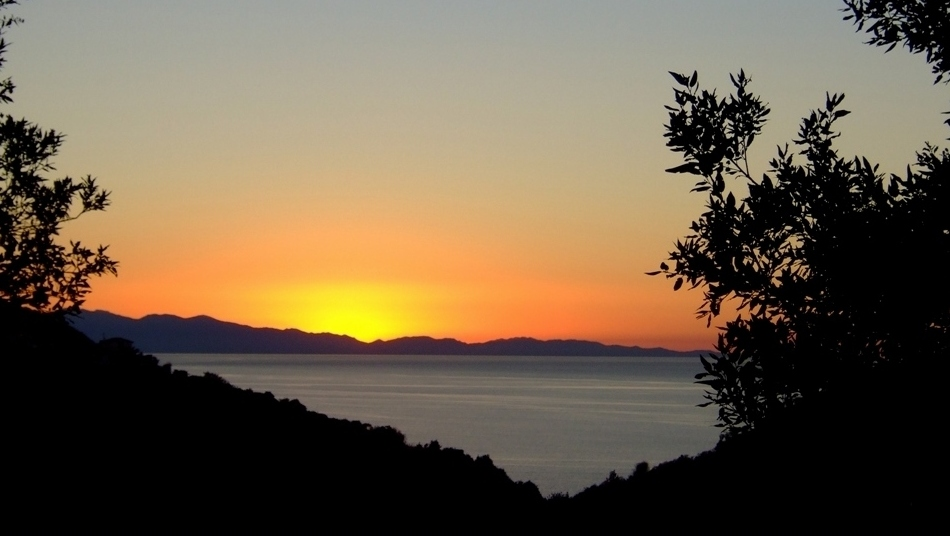
Tramonto sulla Corsica
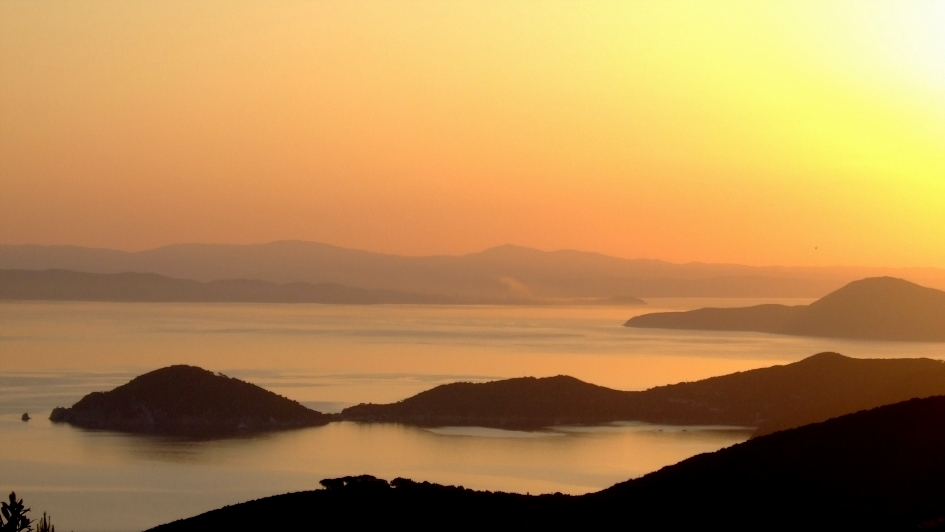
Panorama sul Canale di Piombino
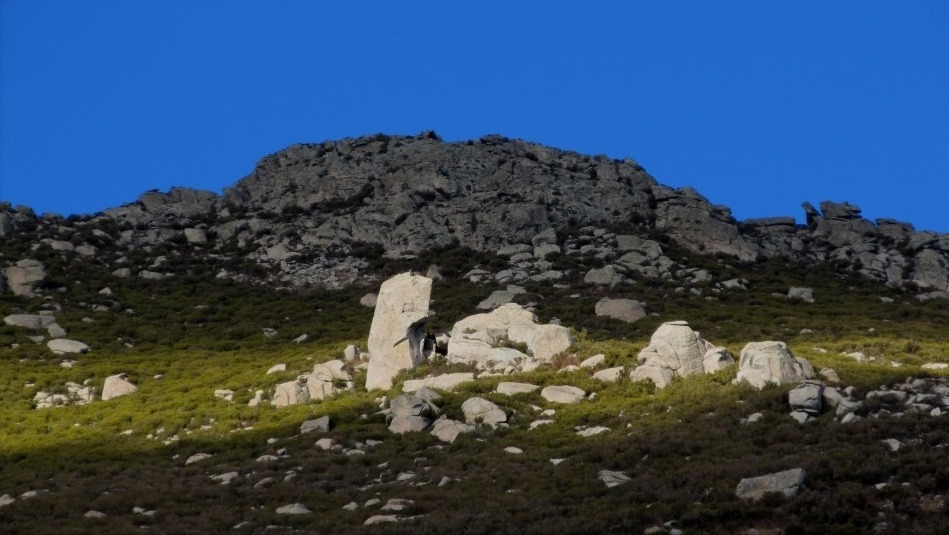
Monti occidentali
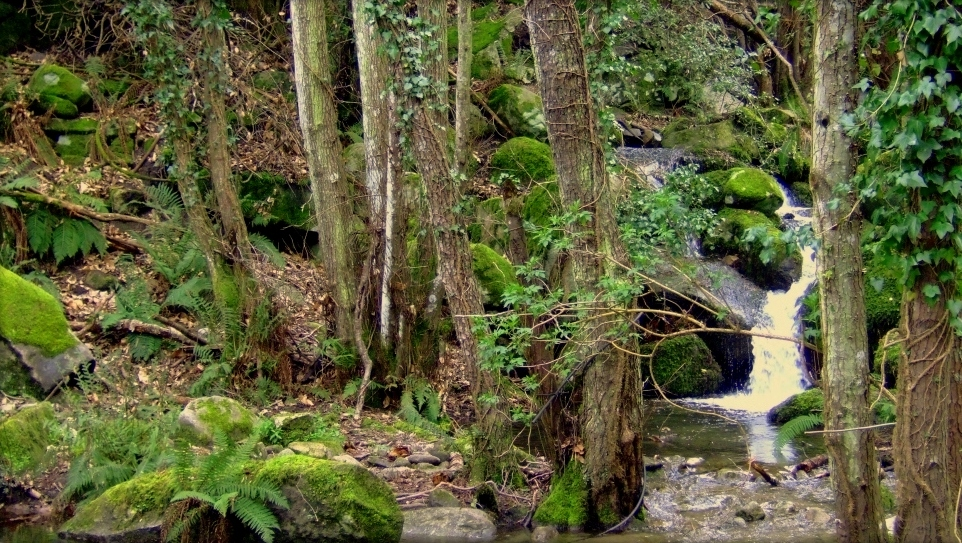
Torrente della Nivera
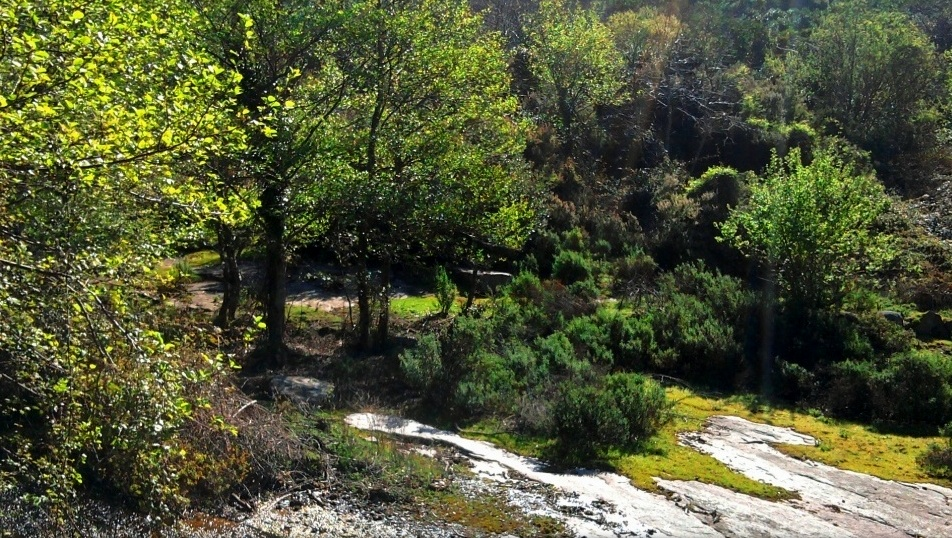
Valle di Pomonte
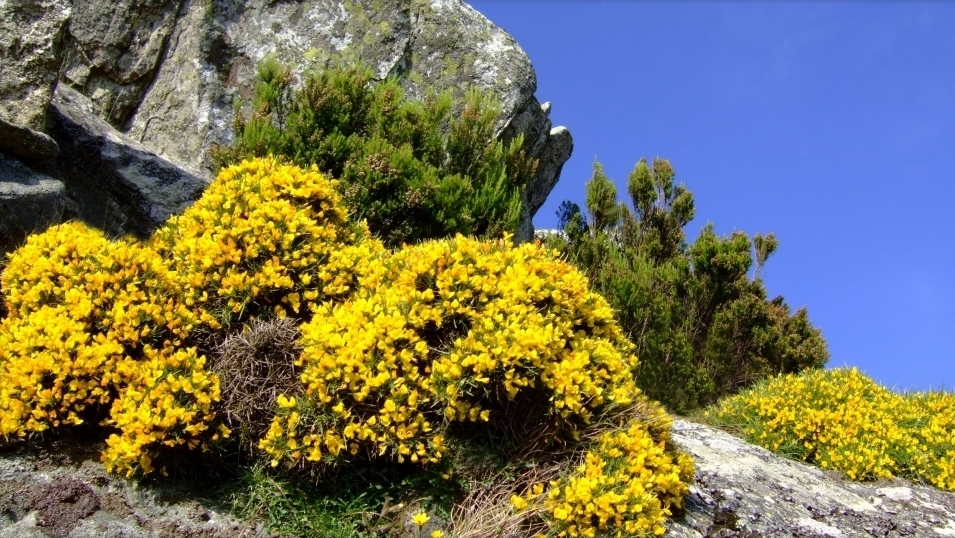
Fioritura di Genista desoleana
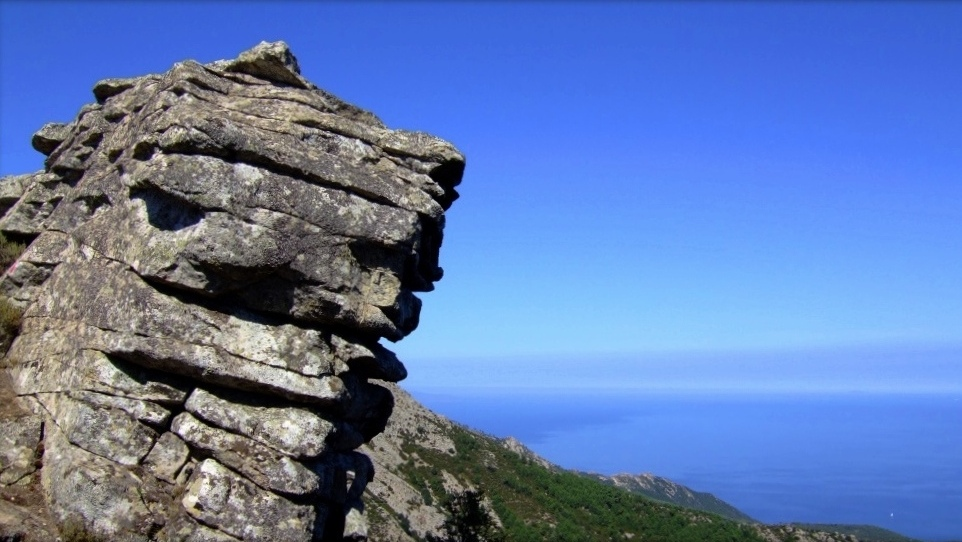
Le Calanche
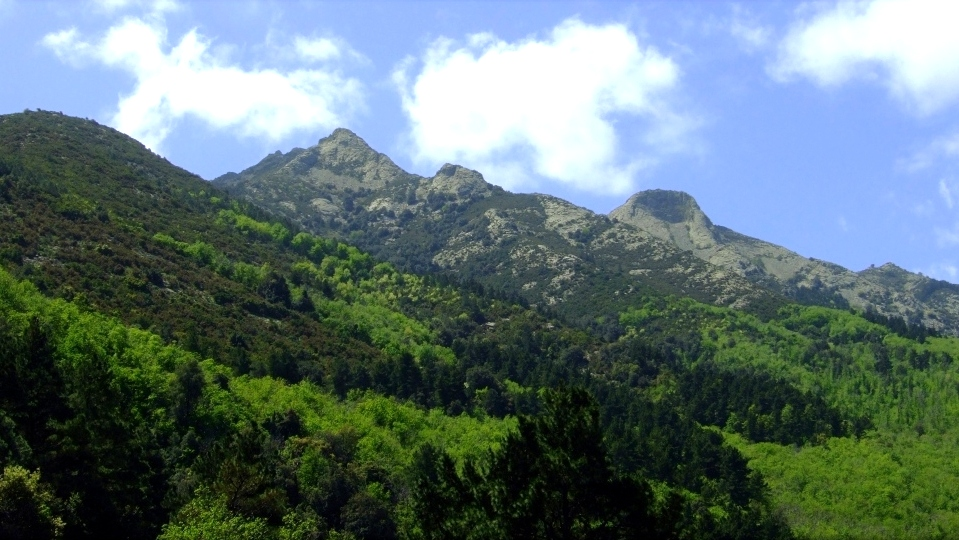
Catena del Monte Capanne
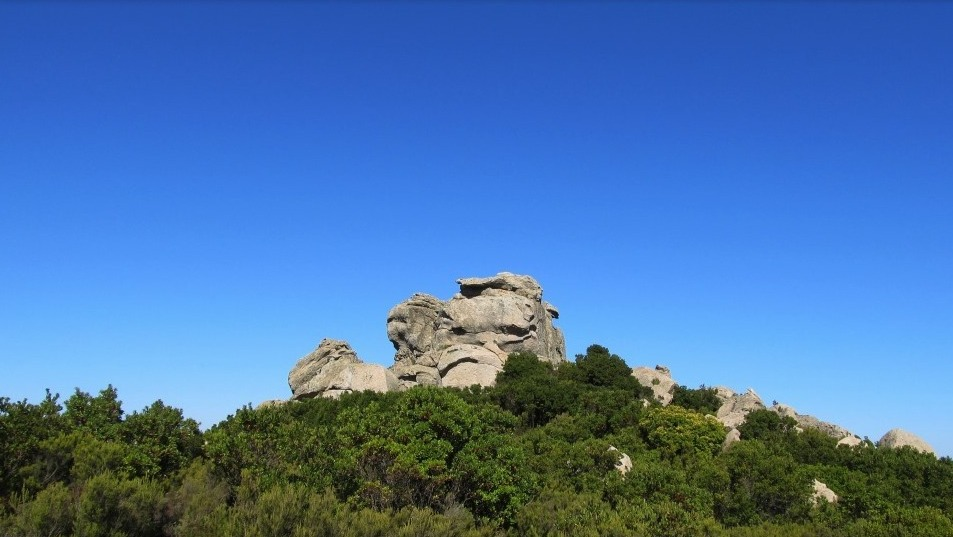
Masso dell'Aquila
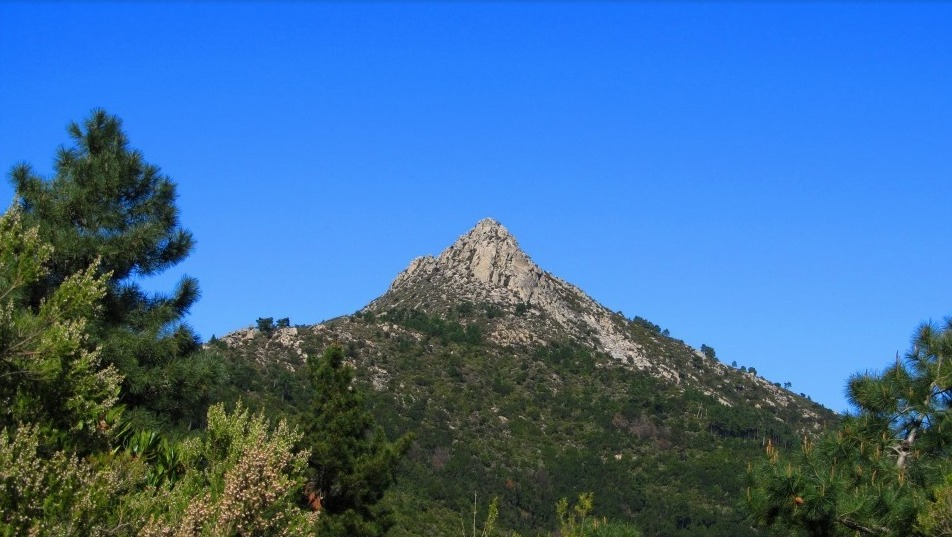
Monte Giove
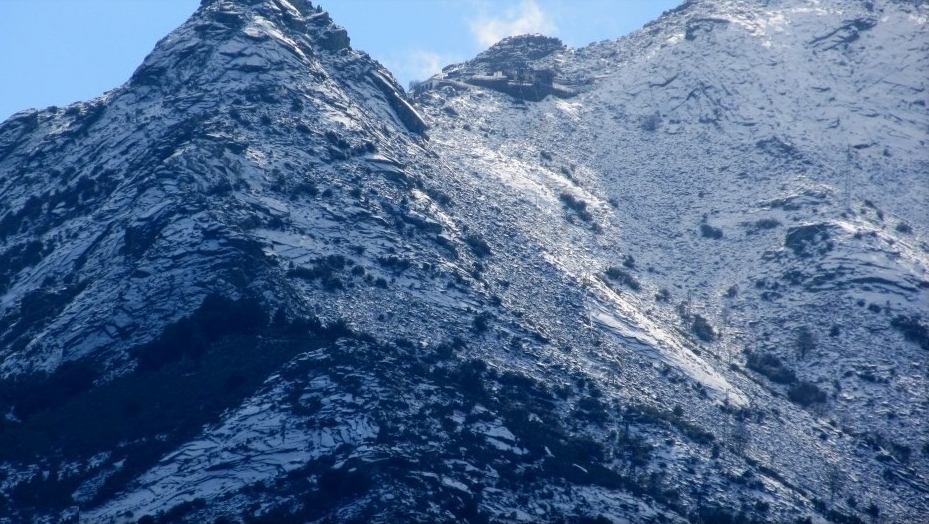
Il Monte Capanne innevato
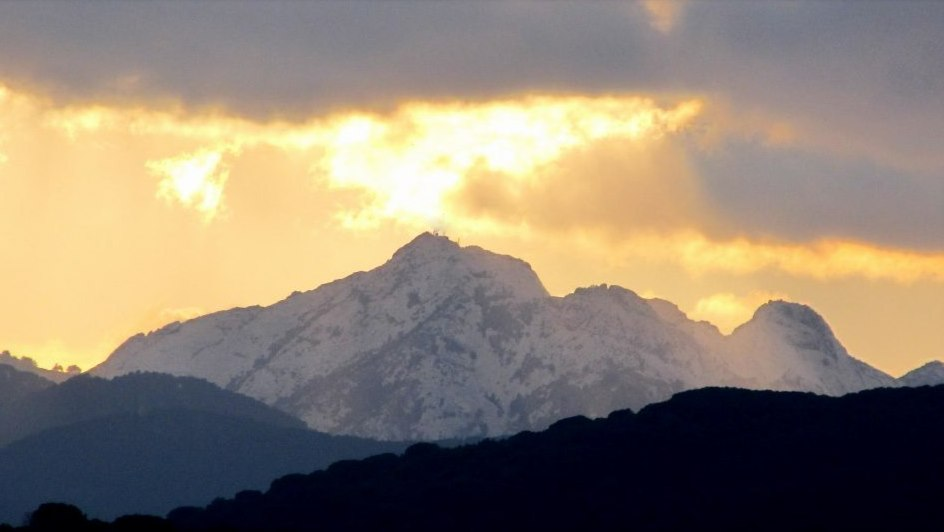
Catena del Monte Capanne innevata
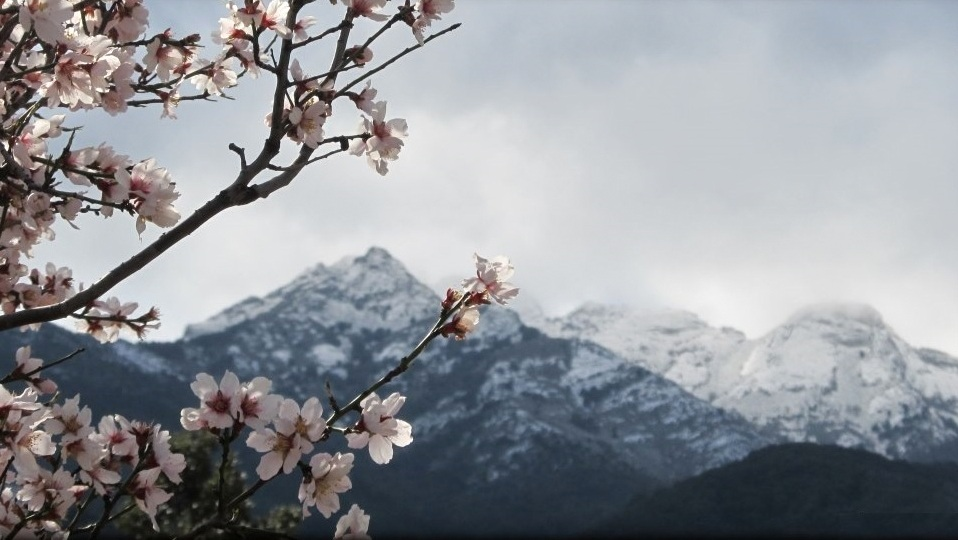
Neve sul Monte Capanne
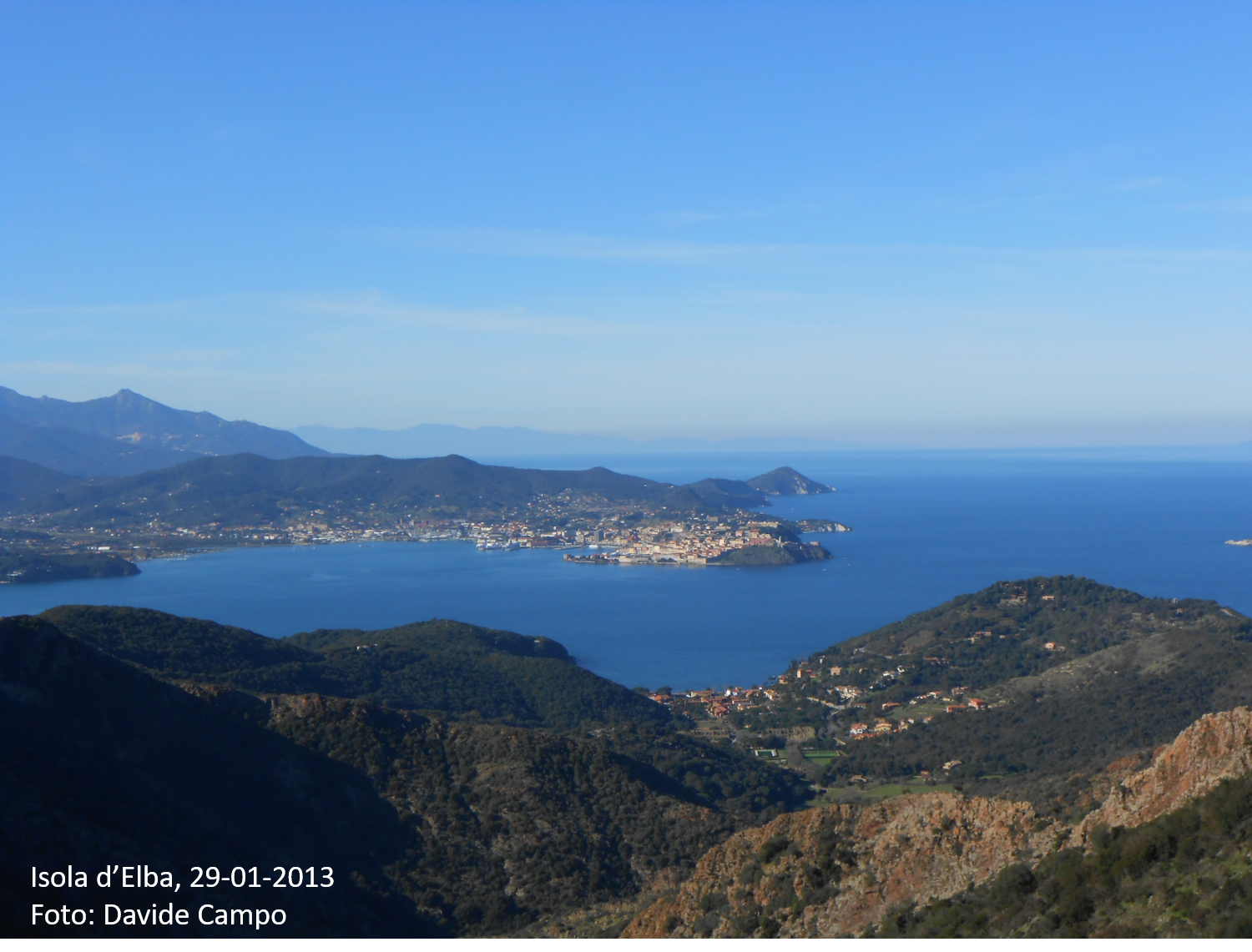
Portoferraio
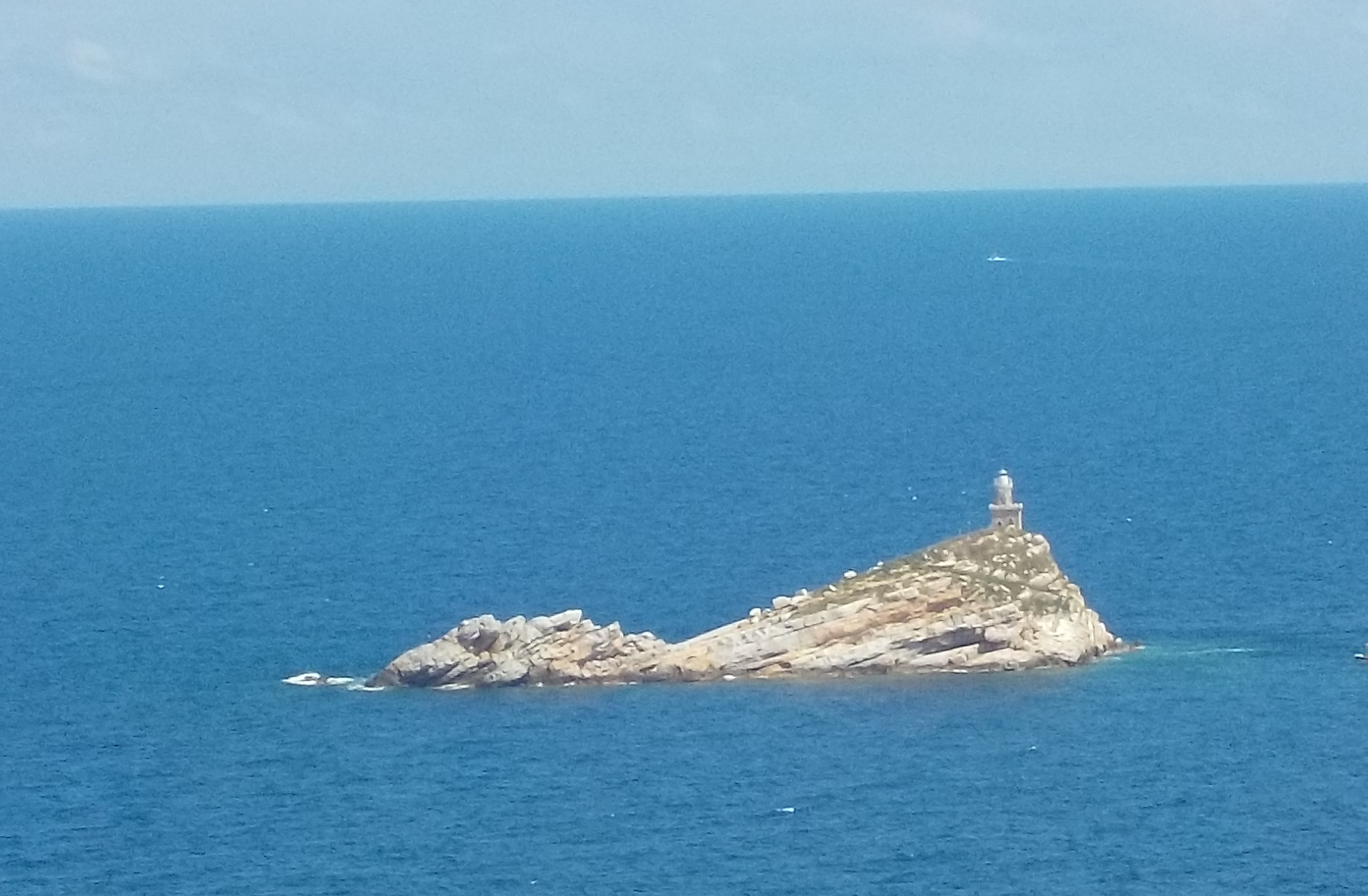
Lo Scoglietto di Portoferraio
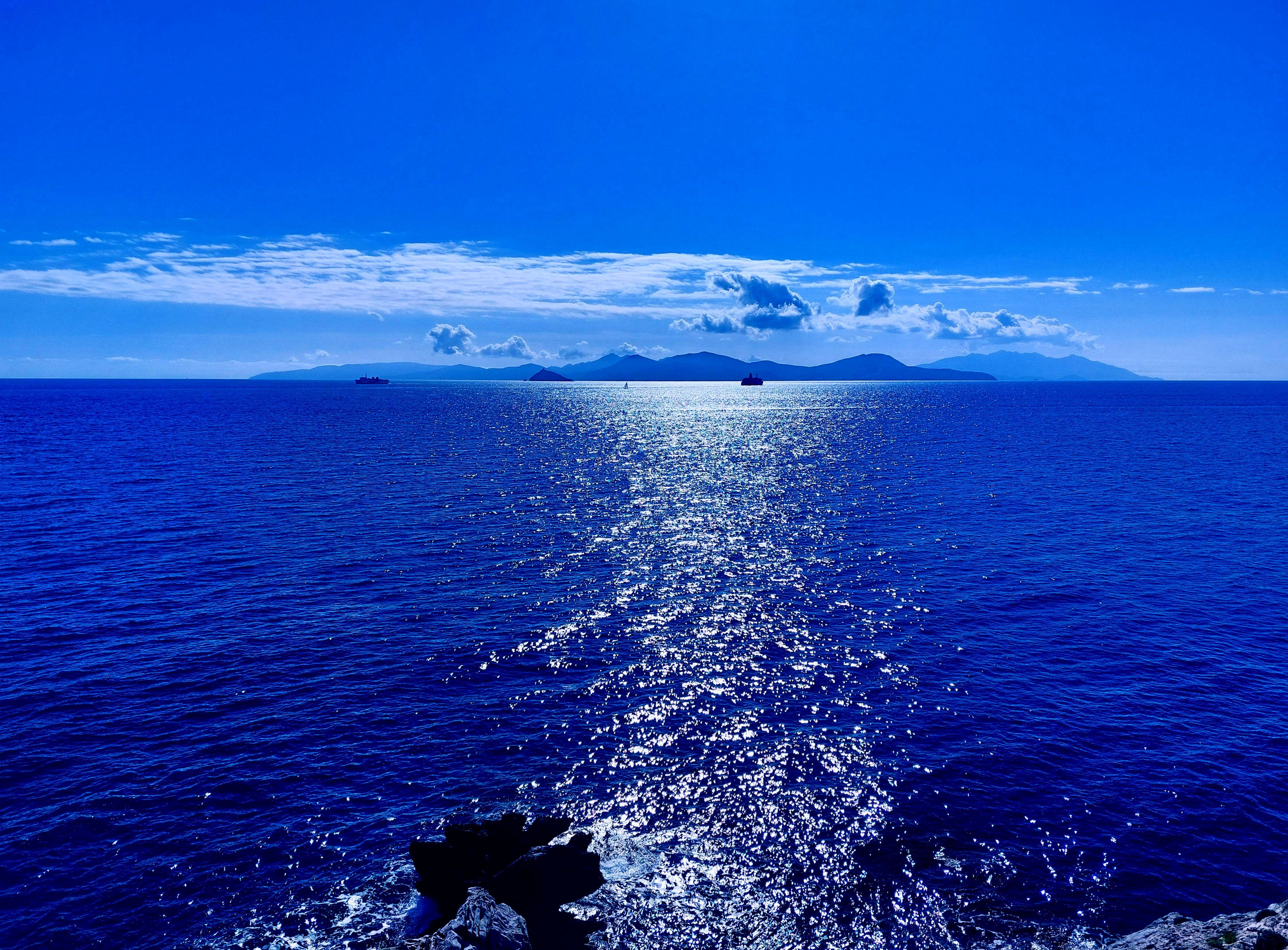
Guardando l'isola d'Elba da Piazza Bovio – Piombino (Li)